# Chiến dịch Budapest
Chiến dịch Budapest (Tiếng Nga:Будапештская операция) là trận đánh lớn nhất giữa quân đội Liên Xô với quân đội Đức Quốc xã và quân đội Hungary tại Mặt trận Hungary thuộc Chiến tranh Xô-Đức trong các năm 1944-1945. Cuộc chiến diễn ra chủ yếu trên địa bàn thủ đô Budapest của Hungary và một số vùng lân cận. Đây là một trong các chiến dịch phức tạp và khó khăn đối với quân đội Liên Xô tại Trung Âu. Chiến dịch này kéo dài qua gần 4 tháng kể từ ngày 29 tháng 10 năm 1944, khi STAVKA ra mệnh lệnh yêu cầu Phương diện quân Ukraina 2 tiến hành các cuộc tấn công trên hướng Budapest, cho đến lúc toàn bộ số quân Đức và Hungary còn sống sót tại Budapest hạ vũ khí đầu hàng ngày 13 tháng 2 năm 1945. Chiến thắng của Hồng Quân Liên Xô trước quân đội Hungary đã loại bỏ đồng minh cuối cùng của nước Đức Quốc xã ở châu Âu, mở ra cơ hội kết thúc Chiến tranh thế giới thứ hai ở Trung và Đông Âu trong một tương lai gần.
Chiến dịch Budapest bị ngắt quãng thành năm giai đoạn:
- Giai đoạn thứ nhất diễn ra từ ngày 29 tháng 10 đến hết ngày 3 tháng 11 năm 1944. Trong giai đoạn này, các cuộc tấn công của quân đội Liên Xô trên toàn bộ mặt trận của Phương diện quân Ukraina 2 đã không đột phá được phòng tuyến của quân đội Đức Quốc xã trên tuyến sông Tisza. Tập đoàn quân 46 (Liên Xô) trên cánh trái chỉ tiến thêm được 4 đến 6 km/ngày và tiếp cận tuyến sông Danube ở Baja. Ở giữa mặt trận Tập đoàn quân cận vệ 7 hầu như bị kẹt trong bùn lầy đầu mùa đông. Các quân đoàn cơ giới cận vệ 2 và 4 cũng phải dừng lại khi còn cách ngoại ô Budapest 15 km về phía Đông Nam. Ở cánh phải, các tập đoàn quân 27, 40, 53 (Liên Xô), 4 (Romania) và Cụm kỵ binh cơ giới của tướng I. A. Pliyev chưa có cách gì để vượt qua phòng tuyến cứng rắn của quân Đức trên tuyến sông Tisza.
- Giai đoạn thứ hai diễn từ ngày 7 tháng 11 đến hết ngày 24 tháng 11 năm 1944. Kết quả của giai đoạn này cũng như giai đoạn thứ nhất. Hai bên bất phân thắng bại với những tổn thất lớn về về người và vũ khí, phương tiện.
- Giai đoạn thứ ba diễn ra từ ngày 3 tháng 12 đến hết ngày 26 tháng 12 năm 1944. Lần này, với sự tham gia của Phương diện quân Ukraina 3 phối hợp với Phương diện quân Ukraina 2 làm cho mật độ tấn công của quân đội Liên Xô dày đặc hơn. Quân đội Đức Quốc xã cũng tập trung một lực lượng xe tăng rất mạnh để phòng thủ Budapest. Kết thúc giai đoạn này, hai cánh quân xung kích của Phương diện quân Ukraina 2 (Tập đoàn quân xe tăng 6) và Phương diện quân Ukraina 3 (Quân đoàn xe tăng 18) gặp nhau tại khu vực Esztergom, bao vây gần 190.000 quân Đức và Hungary trong vòng vây tại Budapest. Vì để thất lợi trên hướng Budapest, ngày 28 tháng 12, tướng Johannes Frießner bị cách chức; tướng Otto Wöhler được Bộ Tổng tư lệnh Lục quân Đức chỉ định là Tư lệnh Cụm tập đoàn quân Nam.
- Giai đoạn thứ tư diễn ra từ đêm ngày 1 rạng ngày 2 tháng 1 năm 1945 đến ngày 26 tháng 1 năm 1945. Với sự tham gia của 13 sư đoàn xe tăng và 2 sư đoàn cơ giới, quân đội Đức Quốc xã mở cuộc phản công nhằm giải vây cho Cụm quân Budapest của tướng Karl Pfeffer-Wildenbruch. Ngày 20 tháng 1 năm 1945, xe tăng Đức đã vọt tiến đến sông Danube tại khu vực Dunapentele, phía Nam Budapest 25 km, đe dọa chia cắt đội hình của Phương diện quân Ukraina 2 trên hướng Nam Budapest. Ngày hôm sau, các trung đoàn pháo tự hành của Quân đoàn cơ giới cận vệ 2 và 4 được điều đến bịt cửa đột phá. Đây là mũi phản công xa nhất mà quân đội Đức Quốc xã đạt được khi cố giải vây Budapest.
- Giai đoạn thứ năm diễn ra từ ngày 27 tháng 1 đến ngày 13 tháng 2 năm 1945. Cụm quân Đức bị vây tại khu vực Budapest còn cố gắng kháng cự thêm nửa tháng nữa trước khi hạ vũ khí đầu hàng.

Xen giữa 5 giai đoạn này là những diễn biến chính trị, quân sự. Ngày 21 tháng 12 năm 1944, Mặt trận dân tộc độc lập Hungary đã họp tại thành phố Debrecen và lập ra Quốc hội lâm thời và Chính phủ lâm thời Hungary đối địch với Chính phủ của tướng Ferenc Szálasi. Thượng tướng Béla Miklós, nguyên tư lệnh Tập đoàn quân 1 (Hungary) được bầu làm Thủ tướng. Thượng tướng János Verijos, nguyên Tổng tham mưu trưởng quân đội Hungary dưới thời Horthy Miklós chạy sang phía quân đội Liên Xô sau vụ đảo chính ở Budapest được chỉ định làm Bộ trưởng chiến tranh trong chính phủ lâm thời. Chính phủ này đã ký hiệp định đình chiến với đồng minh Liên Xô, Anh và Mỹ.
Chiến dịch Budapest hầu như đã đánh sập những binh đoàn chủ lực của Cụm tập đoàn quân Nam (Đức). Mặc dù đầu tháng 3, Quân đội Đức Quốc xã cố gắng mở một chiến dịch tấn công lớn bằng xe tăng tại khu vực hồ Balaton nhằm hất cẳng quân đội Liên Xô sang bên kia sông Danube nhưng không thành công. Quân đội Liên Xô và các đồng minh chống phát xít như Nam Tư, Romania, Bulgaria đã mở rộng con đường tấn công Viên, Tiệp Khắc và tiếp cận biên giới phía Nam nước Đức.

## Bối cảnh quân sự, chính trị

### Quân sự
Cuối năm 1944 đầu năm 1945, quân đội Đức Quốc xã đã tạm thời chấm dứt được đà rút lui liên tục sau những thất bại hồi mùa hè năm 1944 trên cả Mặt trận Xô-Đức và Mặt trận phía Tây. Tuy nhiên, đến cuối tháng 10 năm 1944, tiềm lực quân sự của nước Đức Quốc xã đã bị phân tán trên cả ba chiến trường Đông Âu, Tây Âu và mặt trận Ý. Những lực lượng dự bị của quân Đức đã được huy động tối đa để ngăn chặn các chiến dịch tấn công của quân đội Liên Xô và đồng minh Anh-Mỹ-Pháp để bảo vệ biên giới nước Đức từ xa.
Ở Mặt trận phía Tây, quân đồng minh phương Tây đã vượt qua tuyến phòng thủ Siegfried và bắt đầu tác chiến trên vùng biên giới nước Đức. Trong tháng 9 và tháng 10 năm 1944, các Cụm tập đoàn C và D (Đức) liên tiếp để mất ba trung tâm phòng ngự quan trọng tại cảng Antwerp, các thành phố Aachen và Lorraine. Đến tháng 11 năm 1944 thì một loạt cứ điểm ở phía Tây sông Rhein như Belfort, Mulhouse và Strasbourg rơi vào tay quân Đồng Minh. Tháng 12 năm 1944, quân đồng minh Anh - Mỹ - Pháp đã có mặt ở bờ Tây sông Rhine. Cuối tháng 12 năm 1944, quân Đức cố gắng mở Chiến dịch phản công Ardennes và Chiến dịch phản công Alsace nhưng cũng chỉ đạt được kết quả tạm thời cầm chân quân đội đồng minh phương Tây tại biên giới phía Tây nước Đức đến đầu tháng 2 năm 1945. Ngoài ra, lãnh thổ nước Đức, đặc biệt là các trung tâm công nghiệp và các thành phố lớn, kể cả Berlin, thường xuyên bị không quân Đồng Minh Anh-Mỹ oanh tạc.
Ở Đông Âu, quân đội Đức Quốc xã phải đối phó với hai gọng kìm tấn công của Hồng quân Liên Xô tại các mặt trận Ba Lan và Hungary. Cũng như hai hướng Ardennes và Alsace ở mặt trận phía Tây, đây cũng là hai hướng chiến lược sinh tử đối với nước Đức Quốc xã ở mặt trận phía Đông. Tại hướng Đông, quân đội Đức Quốc xã tạm thời cầm chân được quân đội Liên Xô trên tuyến sông Wisla nhưng lại để mất ưu thế chiến lược trên vùng Pribaltic. Tại hướng Đông Nam, sau khi quân đội Đức Quốc xã liên tiếp thua trận tại Romania, Bulgaria, Nam Tư, phải rút quân khỏi Hy Lạp và Albania thì Budapest và toàn bộ tuyến phòng thủ Tisza - Danube là những chốt chặn cuối cùng ngăn cản quân đội Liên Xô tiến đến miền Nam nước Đức. Mặc dù một số chiến dịch phản công của quân Đức có thể làm chậm đà tấn công của quân đội Liên Xô nhưng xét cả về thế và lực, quân đội Đức Quốc xã không những không có ưu thế về binh lực mà còn luôn ở thế bị động đối phó.

### Chính trị
Từ cuối năm 1944, các đồng minh của chế độ Quốc xã như Romania, Bulgaria đều lần lượt chuyển sang "phía bên kia" hoặc tuyên bố trung lập và rút khỏi chiến tranh như Phần Lan. Cuộc chiến tranh nhân dân giải phóng Nam Tư kết thúc thắng lợi đã tước đi của nước Đức Quốc xã một vùng chiếm đóng rộng lớn ở Tây Balkan khả dĩ có thể che chắn từ phía Nam cho vùng công nghiệp dầu mỏ Hungary, một trong những nguồn nhiên liệu lỏng quan trọng cuối cùng mà nước Đức Quốc xã còn nắm giữ. Đồng minh Benito Mussolini của Hitler mặc dù được giải cứu và đưa về Milan để đóng đô nhưng thực chất chỉ còn là một chính phủ bù nhìn không có thực quyền, không có quân đội và không được một ai ngoài nước Đức Quốc xã công nhận. Trong khi đó, gánh nặng quân sự và kinh tế của nước Đức Quốc xã càng thêm nặng nề khi phải chống đỡ cho đồng minh Phát xít Ý giờ đây chỉ còn là một cái xác không hồn.
Từ ngày 4 tháng 11 năm 1944 đến tháng 2 năm 1945, Hội nghị tam cường đồng minh họp tại Yalta đã bàn đến tương lai của nước Đức sau khi thanh toán xong chế độ Quốc xã. Mặc dù còn không ít những điểm bất đồng trong việc phân chia ảnh hưởng trên thế giới và ở châu Âu nhưng có một điều chắc chắn là về nguyên tắc, các đồng minh Anh, Mỹ, Liên Xô đều nhất trí rằng phải thủ tiêu chế độ của Hitler và biến nước Đức trở thành một nước dân chủ, phi quân sự hóa và phi phát xít hóa. Thế nhưng, trước kết cục cáo chung, Đảng Quốc xã Đức và cá nhân Hitler vẫn sẵn sàng huy động hết mọi tiềm lực hiện có để chống giữ kịch liệt hơn và kết hợp các chiến dịch quân sự với những cố gắng ngoại giao và tuyên truyền nhằm chia rẽ khối đồng minh chống phát xít, đặc biệt là chia rẽ Anh - Mỹ với Liên Xô để có thể duy trì chế độ Quốc xã sau khi chiến tranh kết thúc.

## Binh lực

### Quân đội Liên Xô,Bulgaria và Romania

#### Giai đoạn 1 và giai đoạn 2
Trong hai giai đoạn này, STAVKA giao cho Phương diện quân Ukraina 2 (tư lệnh: Nguyên soái R. Ya. Malinovsky, tham mưu trưởng: thượng tướng I. Z. Susaykov) thực hiện toàn bộ chiến dịch trên các hướng dẫn đến Budapest. Sau Chiến dịch Debrecen, Phương diện quân Ukraina 2 vẫn có đủ số lượng, thành phần biên chế như đầu tháng 10 năm 1944 nhưng đã có một số sự thay đổi về chất và bố trí lại binh lực xe tăng, cơ giới.
- Do bị thiệt hại đáng kể trong các trận đánh tại khu vực Nyíregyháza, các cụm kỵ binh cơ giới của các tướng I. A. Pliyev và S. I. Gorskov được sáp nhập thành một cụm do tướng I. A. Pliyev chỉ huy. Trong đội hình vẫn có Quân đoàn cơ giới cận vệ 7[8]
- Tập đoàn quân cận vệ 7 do thượng tướng Mikhail Stepanovich Shumilov chỉ huy, có thành phần biên chế như trong Chiến dịch Debrecen, được tăng cường quân đoàn cơ giới cận vệ 2 lấy từ Cụm kỵ binh cơ giới (cũ) của tướng S. I. Gorshkov.
- Tập đoàn quân 40 do trung tướng Filip Feodosyevich Zhmachenko chỉ huy được bổ sung quân số để chuyển các khung sư đoàn bộ binh 54 và 159 thành sư đoàn bộ binh nhẹ. Trong đó, Sư đoàn bộ binh 54 được tăng cường cho Quân đoàn bộ binh 50.
- Tập đoàn quân 27 do thượng tướng Sergey Grigorysvich Trofimenko chỉ huy. Thành phần cơ bản như trong Chiến dịch Debrecen. Riêng Quân đoàn bộ binh 33 được tăng cường Sư đoàn bộ binh 159.
- Tập đoàn quân 53 do thượng tướng Ivan Mefodievich Managarov chỉ huy. Thành phần cơ bản như trong Chiến dịch Debrecen, được tăng cường Quân đoàn cơ giới cận vệ 4 lấy từ Phương diện quân Ukraina 3. Riêng Quân đoàn xe tăng 18 được điều động cho Tập đoàn quân 46.
- Tập đoàn quân 46 do trung tướng Ivan Timofeyevich Shlemin chỉ huy, được bổ sung Quân đoàn xe tăng 18 lấy từ Tập đoàn quân 53.
- Tập đoàn quân xe tăng cận vệ 6 do thượng tướng xe tăng Andrey Grigoriyevich Kravchenko chỉ huy được rút về lực lượng dự bị của Phương diện quân để bổ sung xe tăng và các tổ lái. Riêng Quân đoàn cơ giới cận vệ 5 vẫn tiếp tục chiến đấu trong dải tiến công của Tập đoàn quân 53.
- Tập đoàn quân không quân 5 do thượng tướng Sergey Kondratievich Goryunov chỉ huy.
- Tập đoàn quân Romania 1 do trung tướng Vasile Atanasiu chỉ huy
- Tập đoàn quân Romania 4 do trung tướng Gheorghe Avramescu chỉ huy.

Toàn bộ binh lực của Phương diện quân Ukraina 2 trong các giai đoạn đầu của chiến dịch gồm 39 sư đoàn bộ binh, 4 sư đoàn đổ bộ đường không, 9 sư đoàn kỵ binh, 3 quân đoàn cơ giới, 2 quân đoàn xe tăng, 3 lữ đoàn pháo tự hành, 1 lữ đoàn xe tăng độc lập, 1 lữ đoàn hải quân đánh bộ. Tổng quân số 787.000 người.

#### Từ giai đoạn 3
Chiến dịch Budapest từ giai đoạn 3 bắt đầu có sự tham gia tích cực của Phương diện quân Ukraina 3 (tư lệnh: Nguyên soái F. I. Tolbukhin, tham mưu trưởng: đại tướng S. P. Ivanov) lúc này đã hoàn thành xong chiến dịch giải phóng Beograd và bắt đầu tiếp cận khu vực hữu ngạn sông Danube ở phía Nam Budapest. Binh lực của Phương diện quân Ukraina 3 tham gia chiến dịch Budapest từ ngày 10 tháng 12 năm 1944 gồm có:
- Tập đoàn quân cận vệ 4 do trung tướng I. V. Galanin chỉ huy. Thành phần gồm có:
  - Quân đoàn bộ binh cận vệ 20 gồm các sư đoàn đổ bộ đường không cận vệ 5 và 7, Sư đoàn bộ binh cận vệ 40.
  - Quân đoàn bộ binh cận vệ 21 gồm các sư đoàn bộ binh cận vệ 62 và 69.
  - Quân đoàn bộ binh cận vệ 31 gồm các sư đoàn bộ binh cận vệ 4, 34 và 80.
  - Quân đoàn bộ binh 68 gồm các sư đoàn bộ binh 52, 93 và 223
  - Quân đoàn bộ binh 135 gồm các sư đoàn bộ binh 41 (cận vệ) 84 và 252.
  - Pháo binh: Lữ đoàn lựu pháo 123, Trung đoàn pháo chống tăng 438, Trung đoàn súng cối 466, Trung đoàn phòng không 257.
  - Công binh: Lữ đoàn hỗn hợp 56
- Tập đoàn quân 46 do trung tướng Ivan Timofeyevich Shlemin chỉ huy được điều động từ Phương diện quân Ukraina 2 sang. Thành phần gồm có:
  - Quân đoàn bộ binh cận vệ 10 gồm các sư đoàn cận vệ 49, 86, 109 và Sư đoàn 180
  - Quân đoàn bộ binh 23 gồm các sư đoàn bộ binh 99, 316 và Lữ đoàn hải quân đánh bộ 83
  - Quân đoàn bộ binh 37 gồm các sư đoàn cận vệ 59, 108 và sư đoàn 320.
  - Pháo binh: Lữ đoàn lựu pháo cận vệ 45; Trung đoàn hỏa tiễn cận vệ 92, Trung đoàn pháo chống tăng 437, Trung đoàn súng cối 462, Trung đoàn phòng không 1651.
  - Thiết giáp: Các trung đoàn pháo tự hành 1505, 1897.
  - Công binh: Lữ đoàn hỗn hợp 51
- Tập đoàn quân 57 do trung tướng N. A. Gagen chỉ huy. Thành phần gồm có:
  - Quân đoàn bộ binh cận vệ 6 gồm các sư đoàn bộ binh cận vệ 20 và 61, các sư đoàn bộ binh 19, 113.
  - Quân đoàn bộ binh 64 gồm Sư đoàn đổ bộ đường không cận vệ 10, Sư đoàn bộ binh cận vệ 73 và Sư đoàn bộ binh 299.
  - Quân đoàn bộ binh 75 gồm các sư đoàn bộ binh 74, 233, 236.
  - Pháo binh: Lữ đoàn lựu pháo 160, Trung đoàn hỏa tiễn cận vệ 42, Trung đoàn pháo chống tăng 374, Trung đoàn súng cối 523, Sư đoàn phòng không 71.
  - Công binh: Lữ đoàn hỗn hợp 65
- Tập đoàn quân không quân 17 do thượng tướng không quân V. A. Sudet chỉ huy. Thành phần gồm có:
  - Máy bay tiêm kích: các sư đoàn 194, 236, 288, 295, 194.
  - Máy bay cường kích: các sư đoàn 136, 189, 306.
  - Máy bay ném bom: các sư đoàn 244, 262 và trung đoàn 371.
  - Máy bay vận tải: các trung đoàn 39 và 96
  - Trinh sát, liên lạc, cứu hộ: các trung đoàn 3 và 282
  - Lực lượng mặt đất: Các căn cứ vùng 14 không quân, các trung đoàn phòng không 1614, 1615, 1654.
- Tập đoàn quân Bulgaria 1 do trung tướng Vladimir Stoychev chỉ huy, gồm gồm các sư đoàn bộ binh 3, 8, 10, 11, 12, 16, hai trung đoàn xe tăng, hai trung đoàn pháo binh và các phương tiện tăng cường khác.
- Các lực lượng trực thuộc phương diện quân:
  - Bộ binh:
    - Tiểu đoàn trinh sát 10
    - Khung sư đoàn cận vệ 1

  - Kỵ binh: Quân đoàn kỵ binh cận vệ 5 gồm các sư đoàn kỵ binh cận vệ 11, 12; Sư đoàn kỵ binh 63; Trung đoàn pháo tự hành 1896; các trung đoàn pháo chống tăng cận vệ 5 và 150; Tiểu đoàn xe tăng hạng nhẹ cận vệ 72; Trung đoàn cơ giới cận vệ 9 và Trung đoàn phòng không 585.
  - Pháo mặt đất:
    - Sư đoàn pháo binh hỗn hợp 7 gồm Lữ đoàn pháo nòng dài 11, Lữ đoàn lựu pháo cận vệ 9, các lữ đoàn hỏa tiễn 9 (cận vệ) và 25, Lữ đoàn súng cối 3.
    - Sư đoàn pháo binh hỗn hợp 9 gồm Lữ đoàn pháo nòng dài 26, các lữ đoàn lựu pháo 30 và 115, các lữ đoàn hỏa tiễn 23 và 113, Lữ đoàn súng cối 10.
    - Pháo nòng dài: Trung đoàn 506
    - Lựu pháo: các trung đoàn 152 và 274
    - Pháo chống tăng: Các lữ đoàn 7, 9, 10, 42 và 49; các trung đoàn 521 và 1312
    - Súng cối: và lữ đoàn cận vệ 23, 28, các trung đoàn cận vệ 25, 35, 45, 51, 58, 61 và 87.

  - Pháo phòng không:
    - Sư đoàn 3 gồm các trung đoàn 1084, 1089, 1114 và 1118;
    - Sư đoàn 4 gồm các trung đoàn cận vệ 253, 254, 268 và Trung đoàn 606;
    - Sư đoàn 22 gồm các trung đoàn 1335, 1341, 1347 và 1353;
    - Sư đoàn 35 gồm các trung đoàn pháo phòng không 772, 1390, 1396 và 1398
    - Các trung đoàn độc lập 258 (cận vệ), 271 (cận vệ), 241, 247, 303, 470, 579, 626, 1384 và 1474.

  - Thiết giáp:
    - Quân đoàn cơ giới cận vệ 1 gồm các lữ đoàn cơ giới cận vệ 1, 2, 3; Lữ đoàn xe tăng cận vệ 9; các trung đoàn pháo tự hành 382 (cận vệ), 1453, 1821; Trung đoàn súng cối 267; Tiểu đoàn mô tô cận vệ 407; tiểu đoàn trinh sát cận vệ 11 và Trung đoàn phòng không 1699.
    - Quân đoàn cơ giới cận vệ 2 gồm các lữ đoàn cơ giới cận vệ 4, 5, 6; Lữ đoàn xe tăng cận vệ 37; Trung đoàn xe tăng cận vệ 30; các trung đoàn pháo tự hành 251 (cận vệ) và 1509; Trung đoàn súng cối 524; Tiểu đoàn mô tô cận vệ 408; tiểu đoàn trinh sát cận vệ 99 và Trung đoàn phòng không 159.
    - Quân đoàn cơ giới 7 gồm các lữ đoàn cơ giới 16, 63, 64; Lữ đoàn xe tăng cận vệ 41; Trung đoàn xe tăng cận vệ 78; các trung đoàn pháo tự hành 1289 và 1440; Trung đoàn pháo chống tăng 109, Trung đoàn súng cối 614; Tiểu đoàn mô tô cận vệ 40; tiểu đoàn trinh sát cận vệ 94 và Trung đoàn phòng không 1713.
    - Quân đoàn xe tăng 18 gồm các lữ đoàn xe tăng 110, 170, 181; Lữ đoàn cơ giới 32; Trung đoàn pháo tự hành chống tăng cận vệ 363; Trung đoàn pháo tự hành 1438; Trung đoàn pháo nòng dài 452; Trung đoàn pháo chống tăng 1000; Trung đoàn súng cối 292; Tiểu đoàn mô tô cận vệ 106; Tiểu đoàn trinh sát 78 và Trung đoàn phòng không 1694.
    - Xe tăng độc lập: Trung đoàn 249.
    - Cơ giới độc lập: Lữ đoàn cận vệ 32, các trung đoàn 3 (cận vệ) và 53, tiểu đoàn mô tô 67
    - Pháo tự hành chống tăng: Trung đoàn cận vệ 366
    - Pháo tự hành: Trung đoàn cận vệ chống tăng 366; các trung đoàn 864, 1201, 1202 và 1891.

Hỗ trợ Phương diện quân Ukraina 3 trong việc tiến hành vượt sông Danube còn có Giang đoàn Danub do đô đốc S. G. Gorshkov làm tư lệnh.
Binh lực của Phương diện quân Ukraina 2 cũng có sự thay đổi. Tập đoàn quân 46 của tướng I. T. Shlemin được trả về Phương diện quân Ukraina 3. Quân đoàn kỵ binh cận vệ 5, các quân đoàn cơ giới 7 và cận vệ 2 cũng được điều sang Phương diện quân Ukraina 3. Tập đoàn quân xe tăng cận vệ 6 trở lại đội hình của Phương diện quân Ukraina 2 với 1 quân đoàn xe tăng (cận vệ 5), 2 quân đoàn cơ giới (cận vệ 9 và 47), 1 trung đoàn xe tăng, 4 trung đoàn pháo tự hành và 1 trung đoàn cơ giới độc lập. Phương diện quân Ukraina 2 vẫn duy trì các quân đoàn kỵ binh cận vệ 4 và 6 trong đội hình dự bị chiến dịch. Ngoài ra, trong đội hình của Phương diện quân Ukraina 2 còn có Quân đoàn Tiệp Khắc 1 do tướng Ludvick Svoboda chỉ huy gồm 1 sư đoàn và 2 lữ đoàn bộ binh, 1 Lữ đoàn xe tăng và 1 trung đoàn pháo binh.

### Quân đội Đức Quốc xã và Hungary

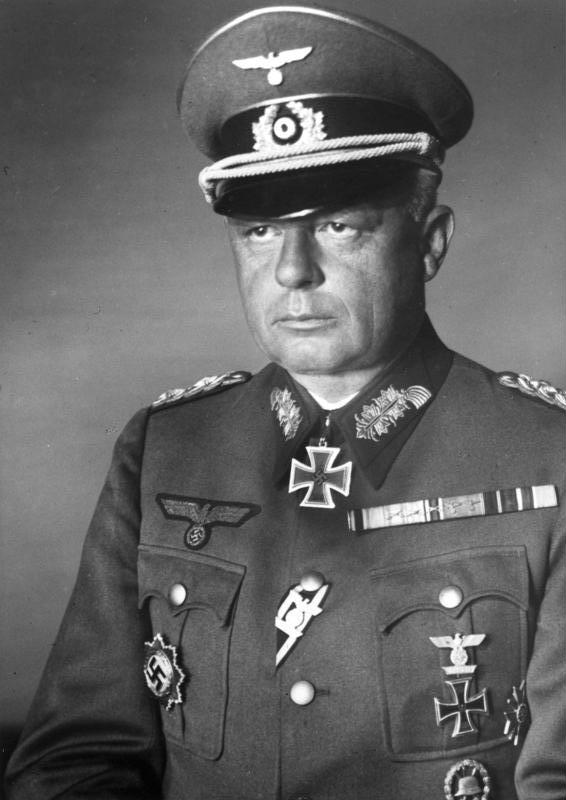
Đại tướng Johannes Frießner, tư lệnh Cụm Tập đoàn quân Nam cho đến ngày 22 tháng 12 năm 1944.

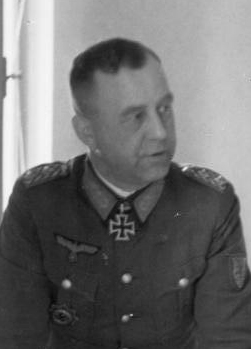
Thượng tướng Bộ binh Otto Wöhler, tư lệnh Cụm Tập đoàn quân Nam từ ngày 22 tháng 12 năm 1944.

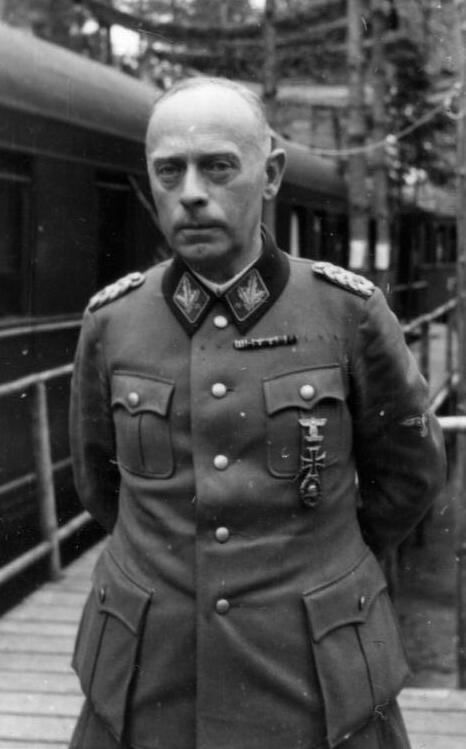
Thượng tướng SS Karl von Pfeffer-Wildenbruch, chỉ huy lực lượng Đức-Hung bị bao vây trong Budapest.

Đối diện với quân đội Liên Xô là Cụm Tập đoàn quân Nam (tư lệnh: Đại tướng Johannes Frießner) với 35 sư đoàn, trong đó có 9 sư đoàn thiết giáp và cơ giới hóa và 3 lữ đoàn, cùng với những gì còn lại của quân đội Hungary thân Đức sau trận đánh dữ dội tại Debrecen. Tổng cộng phía Đức có 190.000 binh sĩ và sĩ quan, bố trí trên 3 lớp chiến tuyến dọc theo sông Danube ở phía Bắc và Nam thành phố Budapest (một phần của hệ thống phòng thủ đó là "tuyến Margarita" nằm trên sông Drava, bờ hồ Balaton và hồ Velence và tiếp tục chạy song song với biên giới Tiệp Khắc-Hungary. Bản thân thành phố Budapest cũng được bố trí thành một pháo đài khổng lồ do các đơn vị Đức và Hungary chống giữ.

#### Từ tháng 11 đến tháng 12 năm 1944
Trong hai tháng đầu của chiến dịch, lực lượng quân sự Đức Quốc xã và Hungary tại Budapest và các khu vực lân cận gồm có:
- Tập đoàn quân 8 (Đức) do tướng Otto Wöhler (đến ngày 22 tháng 12), tướng Ulrich Kleemann (đến ngày 28 tháng 12) và tướng Hans Kreysing lần lượt chỉ huy. Thành phần gồm có:
  - Quân đoàn bộ binh 29 (Đức-Hungary) của tướng Kurt Röpke. Trong biên chế có:
    - Sư đoàn cảnh vệ thiết giáp 4 SS (Đức).
    - Sư đoàn kỵ binh 8 SS (Đức)
    - Sư đoàn bộ binh 9 (Hungary)

  - Quân đoàn bộ binh 9 (Hungary). Trong biên chế có:
    - Sư đoàn cảnh vệ thiết giáp 3 SS (Đức)
    - Sư đoàn bộ binh 2 (Hungary)

  - Quân đoàn bộ binh 17 (Đức) của tướng Hans Kreysing (đến 28 tháng 12) và tướng Otto Tiemann. Trong biên chế có:
    - Sư đoàn sơn chiến 3 (Đức)
    - Sư đoàn bộ binh 8 (Đức)
    - Sư đoàn bọ binh nhẹ 27 (Hungary)
    - Lữ đoàn biên phòng 9 (Hungary)
- Tập đoàn quân 6 (Đức) do tướng Maximilian Fretter-Pico (đến ngày 22 tháng 12) và tướng Hermann Balck lần lượt chỉ huy. Thành phần gồm có:
  - Quân đoàn xe tăng 3 của tướng Hermann Breith. Trong biên chế có:
    - Sư đoàn xe tăng 13 (Đức)
    - Sư đoàn xe tăng 23 (Đức)
    - Sư đoàn cơ giới "Feldhernhalle" (Đức)
    - Sư đoàn bộ binh 46 (Đức)
    - Cụm tác chiến Sư đoàn kỵ binh 22 (Đức)

  - Quân đoàn xe tăng 4 của tướng Ulrich Kleemann. Trong biên chế có:
    - Sư đoàn xe tăng 1 (Đức)
    - Sư đoàn xe tăng 24 (Đức)
    - Sư đoàn xe tăng 2 (Hungary)

  - Quân đoàn bộ binh 72 (Đức-Hungary) của tướng August Schmidt (đến 15 tháng 1 năm 1945) và tướng Anton Grasser. Trong biên chế có:
    - Sư đoàn bộ binh 76 (Đức)
    - Sư đoàn bộ binh 4 (Hungary)
    - Sư đoàn bộ binh 7 (Hungary)
    - Sư đoàn bộ binh 12 (Hungary)
- Tập đoàn quân 2 (Hungary-Đức) của tướng Verress Lajos. Thành phần gồm có:
  - Quân đoàn bộ binh 2 (Hungary-Đức). Trong biên chế có:
    - Sư đoàn bộ binh 15 (Đức)
    - Sư đoàn bộ binh 2 (Hungary)
    - Lữ đoàn dự bị huấn luyện

  - Quân đoàn bộ binh 7 (Hungary). Trong biên chế có:
    - Sư đoàn bộ binh 7 (Hungary)
    - Sư đoàn bộ binh 25 (Hungary)
- Tập đoàn quân 3 (Hungary-Đức) của tướng Heszlényi József. Trong biên chế có:
  - Quân đoàn xe tăng 57 (Đức-Hungary) của tướng Friedrich Kirchner. Trong biên chế có:
    - Sư đoàn xe tăng 20 (Đức)
    - Sư đoàn bộ binh 4 SS (Đức)
    - Sư đoàn kỵ binh 1 (Hungary)
    - Cụm tác chiến sư đoàn Winkler

  - Quân đoàn bộ binh 8 (Hungary). Trong biên chế có:
    - Sư đoàn xe tăng 1 (Hungary)
    - Sư đoàn bộ binh 8 (Hungary)
    - Sư đoàn bộ binh 23 (Hungary)

#### Từ đầu năm 1945
Từ đầu năm 1945, chủ lực Cụm tập đoàn quân Nam (Đức) ở Hungary được tăng cường 5 sư đoàn xe tăng, 2 sư đoàn kỵ binh và 1 sư đoàn bộ binh:
- Sư đoàn xe tăng 3 (Đức) được lấy từ lực lượng dự bị của Cụm tập đoàn quân Trung tâm nhập vào biên chế của Tập đoàn quân 6
- Sư đoàn xe tăng 6 (Đức) được lấy từ lực lượng dự bị của Cụm tập đoàn quân Trung tâm nhập vào biên chế của Tập đoàn quân 6
- Sư đoàn xe tăng 8 (Đức) được lấy từ Tập đoàn quân xe tăng 1 ở Slovakia về.
- Sư đoàn xe tăng 12 SS "Hitlerjugend" được lấy từ lực lượng dự bị của Cụm tập đoàn quân B nhập vào biên chế của Tập đoàn quân 8.
- Sư đoàn xe tăng 18 SS ""Horst Wessel" được điều động từ mặt trận Ý, nhập vào biên chế Tập đoàn quân 6.
- Sư đoàn kỵ binh 22 SS "Maria Theresia".
- Sư đoàn kỵ binh 37 SS "Florian Geyer".
- Sư đoàn bộ binh 13 SS "Handschar" rút từ Croatia về.

## Kế hoạch

### Quân đội Liên Xô

#### Giai đoạn 1
Việc hoàn thành mục tiêu giải phóng Budapest trong thời gian này trở thành một mục tiêu chính trị đặc biệt quan trọng, giải phóng được Budapest sẽ mang ý nghĩa lớn trong việc củng cố vị thế và tiếng nói của phía Liên Xô trong bàn đàm phán tại Yalta. Nhận thức rõ điều này, Tổng tư lệnh tối cao I. V. Stalin đã ra chỉ thị cho Phương diện quân Ukraina 2 cần phải nhanh chóng tổ chức ngay cuộc tấn công vào Budapest, không thể chần chừ. Đồng thời, việc nhanh chóng giải phóng thủ đô Hungary sẽ có tác động lớn đến cán cân giữa các thế lực chính trị tại đất nước này.
Sự vội vã của I. V. Stalin một phần đến từ các báo cáo của L. Z. Mekhlis. Trong các báo cáo này, L. Z. Mekhlis đã nhấn mạnh quá mức đến sự suy yếu, hỗn loạn và khủng hoảng về binh lực cũng như tinh thần của quân đội Hungary, đặc biệt là trong bức điện riêng gửi I. V. Stalin vào ngày 28 tháng 10 năm 1944. Tất cả những điều này đã kích thích và củng cố ý nghĩ của I. V. Stalin về một cuộc tấn công mau chóng (và dễ dàng) vào khu vực Budapest, vì thế ông đã quyết định yêu cầu Phương diện quân Ukraina 2 tổ chức tấn công ngay lập tức. Bộ Tổng tham mưu do không nắm được tường tận những báo cáo này nên đã không kịp ngăn cản ý định tấn công sớm của Tổng tư lệnh tối cao. Ngay cả Phó Tổng Tham mưu trưởng A. I. Antonov cũng không thuyết phục được I. V. Stalin rằng các báo cáo của L. Z. Mekhlis là không đúng sự thật, đặc biệt là ở khu vực Budapest.
Ngày 28 tháng 10 năm 1944, khi cánh Bắc của Phương diện quân Ukraina 2 vừa hoàn thành một chiến dịch phức tạp ở Debrecen với những tổn thất không nhỏ; STAVKA có điện thoại hỏa tốc gọi đến Nguyên soái R. Ya. Malinovsky tại Sở chỉ huy Phương diện quân Ukraina 2 đang đóng tại Szeged. Đích thân Tổng tư lệnh tối cao I. V. Stalin cầm máy:

Stalin: Việc đánh chiếm Budapest, thủ đô Hungary trong thời gian trước mắt là rất cần thiết. Điều này cần phải thực hiện bằng bất cứ giá nào. Các đồng chí có làm được điều đó không ?
Malinovsky: Nhiệm vụ này có thể bắt đầu sau 5 ngày, sau khi Tập đoàn quân 46 có sự tăng cường của các quân đoàn cơ giới cận vệ 2 và 4. Dự kiến đến ngày 1 tháng 11, các quân đoàn này mới đến vị trí đã định để mở ra một mũi đột kích mạnh, gây bất ngờ cho đối phương. Và đến 2 hoặc 3 ngày sau mới có thể làm chủ Budapest.
Stalin: Bộ Tổng tư lệnh không thể đồng ý với thời hạn 5 ngày chuẩn bị. Đồng chí thấy đấy, vì lý do chính trị, chúng ta cần chiếm Budapest càng sớm càng tốt.
Malinovsky: Tôi hiểu rõ tầm quan trọng của Budapest trong những cân nhắc về chính trị. Nhưng nên chờ đến khi Quân đoàn cơ giới cận vệ 4 sẵn sàng. Chỉ có điều kiện đó mới có thể có hy vọng thành công.
Stalin: Chúng ta không thể chậm trễ tấn công đến 5 ngày nữa. Chúng ta phải thực hiện ngay lập tức các cuộc tấn công vào Budapest.
Malinovsky: Nếu đồng chí cho tôi 5 ngày chuẩn bị thì chỉ tối đa là 5 ngày sau đó, Budapest sẽ được chiếm lĩnh. Nếu chúng ta tấn công ngay lập tức, quân đội sẽ thiếu lực lượng để phát triển một đòn tấn công binh chủng hợp thành tại khu vực của Tập đoàn quân 46, sẽ xuất hiện những trận đánh kéo dài trong hầu hết các mũi tấn công tiếp cận thủ đô Hungary. Trong thời gian ngắn, chúng ta không thể nào đánh chiếm Budapest trong hành tiến.
Stalin: Đồng chí đang kiên trì thuyết phục tôi một cách vô ích, đồng chí đang không hiểu sự cần thiết về chính trị cho việc tấn công Budapest ngay tức khắc.
Malinovsky: Tôi hiểu tầm quan trọng về chính trị của việc đánh chiếm Budapest. Tôi chỉ yêu cầu cho tôi thêm 5 ngày...
Stalin: Tôi sẽ ký ngay các mệnh lệnh để ngày mai, lập tức mở các cuộc tấn công vào Budapest.

I. V. Stalin cúp máy. Không lâu sau đó, chỉ thị về cuộc tấn công đã được phê chuẩn vào lúc 22 giờ ngày 28 tháng 10 năm 1944. Điều này có nghĩa là, Phương diện quân Ukraina 2 phải tấn công thủ đô Hungary trong tình trạng binh lực vừa bị hao tổn nặng nề, không được củng cố và chuẩn bị đầy đủ như mong muốn.
Do các lực lượng của Đức đang tập trung tại khu vực xung quanh Debrecen, binh lực Đức tại phòng tuyến phía Nam trở nên mỏng đi và Đại bản doanh Bộ Tổng tư lệnh Tối cao Liên Xô quyết định khai thác điểm yếu này bằng cách chuyển mũi tấn công chính sang cánh trái của Phương diện quân Ukraina 2.

#### Giai đoạn 2
Do không đủ lực lượng xe tăng cơ giới, cuộc tấn công đầu tiên của Phương diện quân vào Budapest từ một dải hẹp trên hướng Nam và Đông Nam bắt đầu ngày 29 tháng 10 đã sớm kết thúc ngày 3 tháng 11. Bộ Tổng tham mưu Liên Xô không thuyết phục được I. V. Stalin thay đổi quyết định trước khi ông đi Yalta dự Hội nghị tam cường và buộc phải loay hoay tìm lối thoát.
Bộ Tổng tham mưu Liên Xô quyết định mở rộng chính diện tấn công ra cả khu vực sườn phải của Phương diện quân Ukraina 2 trên hướng Miskolc - Hatvan chứ không chỉ bó hẹp ở hướng Nam và Đông Nam Budapest. Tại khu vực của Tập đoàn quân số 46 vẫn duy trì các hoạt động tấn công. Các quân đoàn cơ giới cận vệ 2 và 4 tại hướng Đông Nam Budapest, phía Bắc Szeged sẽ mở đường cho Tập đoàn quân cận vệ 7 tổ chức một mũi phụ công ở hướng Tây Bắc của thành phố Szolnok vào nơi tiếp giáp giữa tuyến phòng thủ của Tập đoàn quân 6 (Đức) và Tập đoàn quân 3 (Hungary) với mục tiêu thiết lập một đầu cầu bên bờ Tây sông Tisza. Cánh phải của Phương diện quân Ukraina 2 sẽ tiến công đồng loạt trên hướng Miskolc, Eger và Hatvan với nhiệm vụ găm giữ chủ lực quân Đức tại đây và không cho phép quân Đức điều quân đến tăng viện cho hướng chính tại Budapest. Trong khi đó, Phương diện quân Ukraina 3 sẽ tiếp tục cấp tốc hành tiến đến vùng Banat và sử dụng các đơn vị tiên phong của họ để đánh chiếm một đầu cầu bên hữu ngạn của sông Danube tại Tây Nam Budapest. Bộ Tổng tham mưu Liêm Xô còn tính toán rằng việc gia tăng tăng sức ép của Phương diện quân Ukraina 2 sẽ kéo bớt các lực lượng Đức ở Slovakia về hướng Budapest, giúp cho Phương diện quân Ukraina 4 vượt qua điểm nút ở Chov để chia cắt Tập đoàn quân xe tăng 1 (Đức) với Tập đoàn quân 8 (Đức).

#### Giai đoạn 3
Vì mở rộng diện tấn công trên mấy hướng nên binh lực của Phương diện quân Ukraina 2 bị phân tán. Thêm vào đó là những hao tổn không nhỏ qua hai giai đoạn tấn công nên ngày 24 tháng 11 năm 1944, quân đội Liên Xô phải dừng tấn công lần thứ hai để làm lại kế hoạch tấn công Budapest gần như từ đầu. Theo kế hoạch cũ, cánh phải của Phương diện quân Ukraina 2 tấn công trên 3 hướng gần như đồng đều nhau về binh lực:
- Hướng Miskolc: Tập đoàn quân 27 phụ trách chính diện 50 km
- Hướng Eger: Tập đoàn quân 53 phụ trách chính diện 45 km
- Hướng Hatvan: Tập đoàn quân cận vệ 7 phụ trách chính diện 55 km

Trong báo cáo ngày 24 tháng 11 gửi về STAVKA, Nguyên soái S. K. Timoshenko cho rằng cần coi hướng Hatvan - Balassagyarmat là hướng chính; hướng Miskolc chỉ là hướng phụ.
Việc Phương diện quân Ụkraina 3 hoàn thành nhiệm vụ ở Nam Tư và tiến ra biên giới Hungary đã tạo cơ hội cho Bộ Tổng tư lệnh Liên Xô sửa chữa những sai lầm đã mắc phải trong hai giai đoạn đầu của chiến dịch. F. I. Tolbukhin cho rằng dùng phương diện quân của ông tiến sang phía Tây Hungary là thất lợi về thế trận quân sự mà nên sử dụng cánh quân này phối hợp với Phương diện quân Ukraina 2 để bao vây, tiêu diệt cụm quân Đức tại Budapest. Sau đó mới có thể tính đến chuyện tấn công theo hướng Viên. STAVKA đã chấp nhận sáng kiến của F. I. Tolbukhin.

#### Các giai đoạn cuối
Do Bộ Tổng tư lệnh quân đội Đức Quốc xã huy động 13 sư đoàn xe tăng, 2 sư đoàn và 1 lữ đoàn cơ giới cùng nhiều sư đoàn bộ binh tổ chức phản công tại khu vực Comarno và Balaton, Quân đội Liên Xô một lần nữa phải thay đổi kế hoạch. Họ tạm dừng các đòn đột kích vào nội đô Budapest và điều các quân đoàn xe tăng, cơ giới, pháo tự hành và pháo chống tăng chặn đánh đòn phản công của quân Đức. Chỉ đến khi các cuộc phản công của các quân đoàn xe tăng SS III và IV (Đức) bị chặn lại ở Bicske, Pilisszentkereszt và Ercsi, Quân đội Liên Xô mới tiếp tục công kích Budapest và làm chủ thành phố này.

### Quân đội Đức Quốc xã

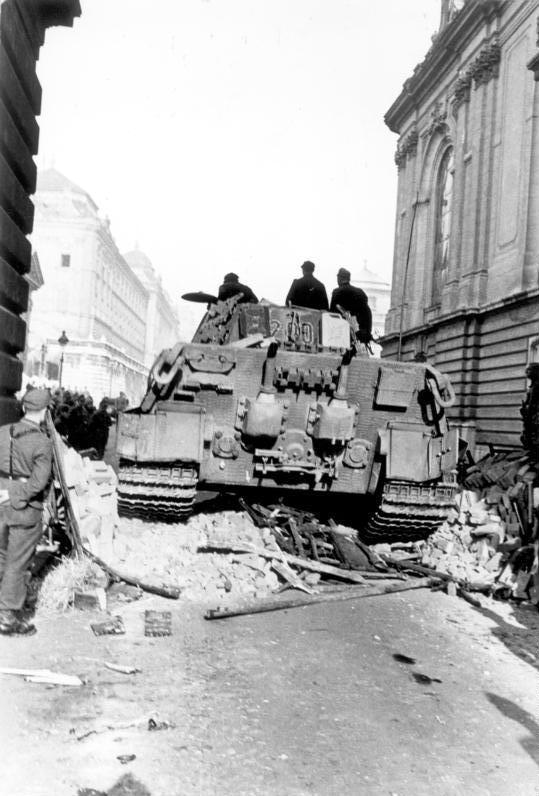
Xe tăng Tiger II của quân đội Đức Quốc xã lập chốt phòng thủ trên đường phố Budapest

Budapest vốn do hai thực thể địa - xã hội có đặc điểm khác nhau hình thành hai bên bờ sông Danube là Buda và Pest. Nếu như Buda là một đô thành cổ với một số pháo đài và các công trình quân sự kiên cố thì Pest là khu đô thị ở bờ Nam sông Danube. Tương tự như Königsberg, Breslau và một số thành phố cổ khác ở châu Âu, đây là một địa điểm khá lý tưởng cho việc phòng thủ nội đô. Từ khi quân đội Liên Xô bắt đầu tiến vào đồng bằng Hungary, quân đội Đức Quốc xã đã chuẩn bị cho Budapest trở thành một pháo đài thực sự với nhiều binh lực, dự trữ vũ khí hạng nặng, đạn dược, lương thực, phương tiện vật tư y tế. Tuyến phòng thủ vòng ngoài hình thành một vòng cung lớn ôm lấy Budapest từ phía Đông Bắc qua phía Đông đến phía Nam. Hai lớp phòng thủ bên trong hình thành hai vòng tròn đồng tâm. Ở chính giữa là nội đô Budapest với hàng trăm ổ đề kháng dựa vào các ngôi nhà kiên cố được trang bị pháo hạng nhẹ, pháo chống tăng và súng máy hạng nặng.
Do tính chất phức tạp trên một không gian rộng và thời gian kéo dài của Chiến dịch Budapest, quân đội Đức Quốc xã cũng phải thay đổi kế hoạch phòng thủ nhiều lần.
Ban đầu, quân Đức dựa vào tuyến sông Tisza, một chi lưu lớn của sông Danube để phòng thủ Budapest từ xa. Khác với việc bố trí quân trong Chiến dịch Iaşi-Chişinău, tại Hungary, tướng Johannes Frießner bố trí các Tập đoàn quân Đức 6 và 8 (Đức) xen kẽ với các tập đoàn quân 1, 2 và 3 (Hungary). Khi tuyến phòng thủ này bị quân đội Liên Xô vượt qua tại Szeged và Subotica, tướng Johannes Frießner dựa vào tuyến phòng thủ thứ hai trên sông Danube vành đai phòng thủ từ Kecskemét đến Baja. Khi quân đội Liên Xô khép vòng vây quanh Budapest tại khu vực Esztergom, không kể các lực lượng hiện có của 2 tập đoàn quân Đức và 3 tập đoàn quân Hungary, tướng Johannes Frießner được chi viện bởi các lực lượng xe tăng và kỵ binh mạnh rút từ Tây Âu, từ Carpath, từ Ý và từ trung tâm nước Đức.
Trong giai đoạn Budapest bị bao vây, tướng Otto Wöhler lên thay tướng Johannes Frießner chỉ huy Cụm tập đoàn quân Nam (Đức) đã tổ chức cuộc phản công của quân đội Đức Quốc xã không chỉ nhằm giải vây cho cụm quân Budapest mà còn có mục tiêu bao vây ít nhất 10 sư đoàn Liên Xô (chủ yếu thuộc Tập đoàn quân cận vệ 7) đang tác chiến ở phía Tây Bắc Budapest, phá bàn đạp của quân đội Liên Xô trên hướng tấn công vào Viên.
Các cuộc phản công của quân Đức (kể cả cuộc phản công Hồ Balaton sau khi bị mất Budapest) không chỉ nhằm mục tiêu giữ được đồng minh cuối cùng ở châu Âu là Hungary mà còn phục vụ một kế hoạch chính trị khác của Adolf Hitler. Kế hoạch đó cũng dựa vào kết quả các hoạt động quân sự ở Hungary và Ba Lan. Theo đó, ở mặt trận phía Tây, quân đội các nước Đồng Minh đã vượt qua biên giới nước Đức còn ở phía Đông thì quân đội Liên Xô bắt đầu mở Chiến dịch Wisla-Oder, Chiến dịch Silesia và Chiến dịch Đông Phổ, áp sát biên giới phía Đông nước Đức; tất cả những điều này khiến Berlin ngày càng trở nên không an toàn. Ban lãnh đạo tối cao nước Đức Quốc xã đã bàn đến việc chuyển trọng tâm chiến đấu chống quân đồng minh về miền Nam nước Đức, Áo và Tây Tiệp Khắc, dựa vào dãy núi Anpơ để trụ lại. Trong trường hợp không còn có thể kháng cự được thì vùng này thuận lợi cho việc đầu hàng quân Anh - Mỹ chứ không đầu hàng Liên Xô. Do đó, kết quả chiến sự tại Hungary có ảnh hưởng rất lớn đến ý đồ đó của Ban lãnh đạo nước Đức Quốc xã.

## Diễn biến

### Giai đoạn thứ nhất

Kế hoạch tấn công Budapest của Liên Xô trong giai đoạn 1

22 giờ ngày 28 tháng 10 năm 1944, Bộ Tổng tham mưu Liên Xô có văn bản quyết định khẳng định mệnh lệnh của Tổng tư lệnh tối cao I. V. Stalin: "Ngày mai, phương diện quân Ukraina 2 phải mở ngay cuộc tấn công vào Budapest". Không bảo vệ được ý kiến của mình, Nguyên soái R. Ya. Malinovsky buộc phải chấp hành mệnh lệnh.
Do việc chuẩn bị phải tiến hành rất vội vã nên mãi đến trưa ngày 29 tháng 10, Quân đoàn cơ giới cận vệ 2 (Liên Xô) mới tập kết được đội hình tại Chongrad (???) trên bờ Đông sông Tisza. 14 giờ ngày 29 tháng 10 năm 1944, Tập đoàn quân 46 (Liên Xô) mới bắt đầu mở các cuộc tấn công trên hướng Baija - Kechkemet. Các sư đoàn thuộc Tập đoàn quân xe tăng 2 (Đức) và Tập đoàn quân 3 (Hungary) liên tục tổ chức nhiều trận phản kích khiến cho Tập đoàn quân 46 (Liên Xô) chỉ tiến lên được từ 4 đến 6 km trong ngày đầu tiên. Phương diện quân Ukraina 3 buộc phải tung các tập đoàn quân cận vệ số 2, tập đoàn quân cận vệ số 7 và tập đoàn quân Romania số 1 vào mặt trận, đồng thời một phần lớn lực lượng không quân Xô Viết cũng được tập trung vào khu vực này nhằm đảm bảo áp đảo được các hỏa điểm và ổ đề kháng mạnh của phía Đức. Đến ngày 30 tháng 10, các quân đoàn cơ giới cận vệ 2 và 4 (Liên Xô) tham chiến đã đẩy lùi đòn phản kích của Sư đoàn xe tăng 20 (Đức) và Sư đoàn xe tăng 1 (Hungary). Ngày 31 tháng 10, Tập đoàn quân 46 giải phóng Kiskoros và Heren (???). Ngày 1 tháng 11, Quân đoàn cơ giới cận vệ 2 đánh bật Sư đoàn xe tăng 20 (Đức) khỏi thành phố Kecskemet. Đến ngày 2 tháng 11, Quân đoàn cơ giới cận vệ 4 đã tiến đến thành phố Alyponemedi (???), phía Nam ngoại ô Budapest 15 km.
Tuy nhiên, trong thời gian này, lợi dụng Phương diện quân Ukraina 4 phải tạm thời dừng chân ở Chop và Uzhhorod, quân Đức đã cấp tốc điều động nhiều binh lực xuống chi viện cho khu vực Budapest. Ngày 3 tháng 11, tướng Johannes Frießner điều động thêm Sư đoàn xe tăng 1 tiến xuống Alyponemedi phối hợp với các sư đoàn của Tập đoàn quân 3 (Hungary) chặn đứng mũi đột kích của Tập đoàn quân 46 và 2 quân đoàn cơ giới cận vệ Liên Xô. Ở giữa mặt trận, Tập đoàn quân cận vệ 7 được tăng cường Cụm kỵ binh cơ giới của tướng I. A. Pliyev (2 quân đoàn kỵ binh, 1 quân đoàn cơ giới) đã thất bại trong cuộc vượt sông Danube sang Szolnok. Tướng Maximilian Fretter-Pico sử dụng Quân đoàn xe tăng 4 (thiếu Sư đoàn xe tăng 1) phối hợp với Quân đoàn bộ binh 2 (Hungary-Đức) mở cuộc phản kích vượt sang bờ Đông sông Danube, buộc Tập đoàn quân cận vệ 7 (Liên Xô) phải dừng tấn công để đối phó. Ngày 4 tháng 11, cánh quân xung kích của Quân đoàn xe tăng 4 (Đức) buộc phải rút về bờ Tây sông Danube nhưng Tập đoàn quân cận vệ 7 và Cụm kỵ binh Pliyev (Liên Xô) đều đã bị tiêu hao, không còn đủ sức để phát triển tấn công.
Tại cánh Bắc, Tập đoàn quân 2 (Hunggary) phối hợp với Quân đoàn xe tăng 3 (Đức) với binh lực gồm các sư đoàn xe tăng 13, 23, Sư đoàn cơ giới "Feldhernhalle", Sư đoàn bộ binh 46 (Đức) và 4 sư đoàn bộ binh Hungary bố trí phòng thủ trên tuyến Miskolc - Eger - Hatvan đã chặn đứng cuộc tấn công của các tập đoàn quân 40, 27 và 53 (Liên Xô) vào ngày 3 tháng 11. Tình hình thất lợi làm cho Bộ Tổng tham mưu quân đội Liên Xô phải đồng ý với đề nghị của Nguyên soái R. Ya. Malinovsky cho dừng cuộc tấn công để sửa đổi kế hoạch, bố trí lại binh lực và tăng viện về người và phương tiện. Sau khi xem xét các báo cáo của Bộ Tổng tham mưu và Hội đồng quân sự Phương diện quân Ukraina 2 gửi đến Yalta bằng điện mật, I. V. Stalin đã chấp thuận đề nghị đó.

### Giai đoạn thứ hai

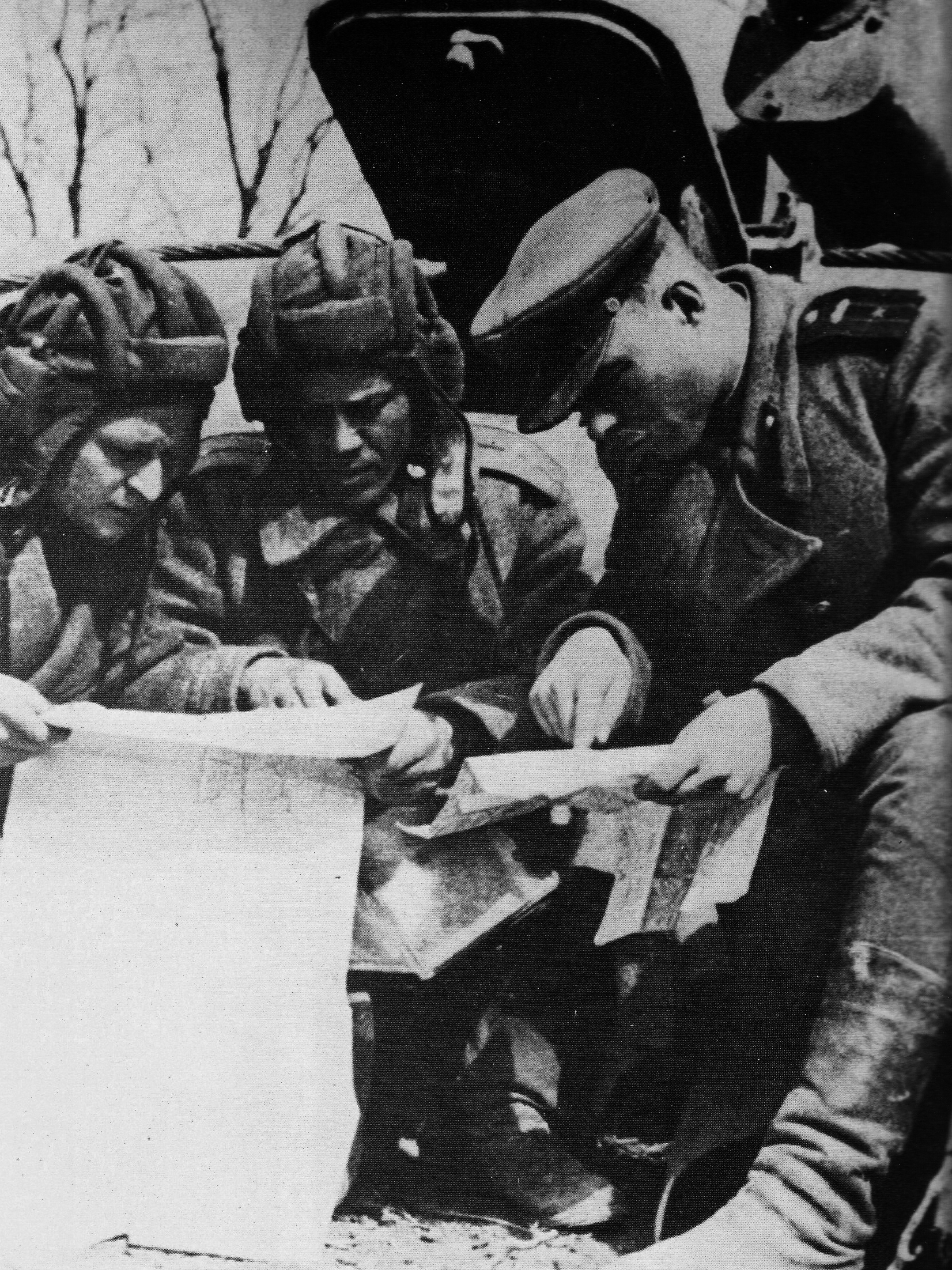
Sĩ quan và các binh sĩ xe tăng Liên Xô nhận nhiệm vụ tấn công Budapest

Ngày 4 tháng 11, Đại bản doanh ra lệnh cho Phương diện quân Ukraina 2 mở rộng khu vực tấn công nhằm đánh bại cụm quân phòng thủ Budapest của Đức từ các hướng Bắc, Nam và Đông. Chiến sự lại bùng nổ dữ dội xung quanh Budapest.
Ngày 7 tháng 11, Cụm kỵ binh cơ giới của tướng I. A. Pliyev mở cuộc đột kích từ làng Újszász lên phía Bắc, đánh vào phía sau các vị trí phòng thủ của quân Đức tại hữu ngạn sông Tisza. Các tập đoàn quân 40, 27 và 53 cùng lúc mở các cuộc tấn công vượt sang bờ Tây sông Tisza. Ngày 10 tháng 11, Tập đoàn quân 46, Tập đoàn quân cận vệ 7 và các quân đoàn cơ giới cận vệ 2 và 4 (Liên Xô) cũng mở lại các cuộc tấn công trên khu vực Keskemet, Heren, Szekszard.
Tại cánh Bắc, tướng Johannes Frießner đã điều các sư đoàn cảnh sát thiết giáp SS 3 và 4 từ hướng bắc Miskolc về gần Budapest, phối hợp với Quân đoàn xe tăng 3 và Tập đoàn quân 2 (Hungary) tăng mật độ phòng thủ trên hướng Đông Budapest. Ngày 11 tháng 11, Cụm kỵ binh cơ giới của tướng Pliyev đã tiến công được 100 km dọc bờ Tây sông Tisza. Ngày 14 tháng 11, chủ lực của các tập đoàn quân 40, 27 và 53 (Liên Xô) đã tập kết đủ bên hữu ngạn sông Tisza và bắt đầu tấn công. Tuy nhiên, trước sức phòng thủ của 11 sư đoàn Đức - Hungary, cuộc tấn công phát triển rất chậm chạp trong bùn lầy. Dựa vào hệ thống phòng thủ thứ 2 được chuẩn bị trước, liên quân Đức - Hungary vẫn giữ được tuyến phòng thủ trên các dãy đồi từ Miskolc qua Eger và Hatvan đến Szegled. Các sư đoàn kỵ binh và các lữ đoàn cơ giới Liên Xô mở nhiều cuộc đột kích nhưng vẫn không vượt qua được tuyến phòng thủ này.
Ngày 24 tháng 11 năm 1944, Nguyên soái S. K. Timoshenko sử dụng quyền của đại diện Đại bản doanh tại hướng Tây Nam quyết định dừng tấn công. Trong báo cáo cùng ngày gửi về STAVKA, ông nêu rõ nguyên nhân của quyết định đó:

1. Với ưu thế tương đối về binh lực, Bộ Tư lệnh Phương diện quân Ukraina 2 muốn tiêu diệt ngay cụm quân địch cùng lúc trên các hướng Miskolc, Eger và Hatvan. Xu hướng đó làm cho lực lượng bị phân tán và không tạo được ưu thế trên hướng tấn công chính. Cánh quân chủ lực của Phương diện quân có 24 sư đoàn bộ binh, 3 quân đoàn cơ giới, 1 quân đoàn xe tăng, 2 quân đoàn kỵ binh được bố trí như sau:
  - Hướng Miskolc: Tập đoàn quân 27 có 8 sư đoàn bộ binh tấn công trên chính diện rộng 50 km.
  - Hướng Eger: Tập đoàn quân 53 có 7 sư đoàn bộ binh tấn công trên chính diện rộng 45 km.
  - Hướng Hatvan: Tập đoàn quân cận vệ 7 với biên chế đủ 9 sư đoàn bộ binh tấn công trên chính diện rộng 55 km.

2. Như vậy, các tập đoàn quân đang rải đều binh lực. Chỉ có Tập đoàn quân cận vệ 7 có ưu thế tương đối do 3 quân đoàn cơ giới, 1 quân đoàn xe tăng, 2 quân đoàn kỵ binh cũng hoạt động trên hướng này. Nhưng cả Cụm Pliyev lẫn các quân đoàn cơ giới đều đã bị tiêu hao trong các trận đánh dài ngày gần đây nên thực chất M. S. Sumilov (Tập đoàn quân cận vệ 7) cũng không chiếm ưu thế hơn bao nhiêu. Các cụm quân cơ động khi đột phá phòng tuyến địch đã hành động phân tán, không đủ pháo binh chi viện và không hiệp đồng với bộ binh.
3. Các cán bộ chỉ huy các binh đoàn và cơ quan tham mưu của họ có phần chủ quan vì say sưa với thắng lợi ở Romania và Transilvania nên đã không bảo đảm tổ chức hiệp đồng binh chủng một cách chắc chắn.
4. Tôi thấy STAVKA cần phải yêu cầu Phương diện quân Ukraina 2 xem xét lại quyết định trước đây để tập trung xây dựng cánh quân xung kích có ưu thế tuyệt đối hơn địch trên hai hướng:
  - Hướng Hatvan - Balaszadiarmat là hướng chủ công
  - Hướng Moskols là hướng phụ công.

S. K. Timoshenko

### Giai đoạn thứ ba

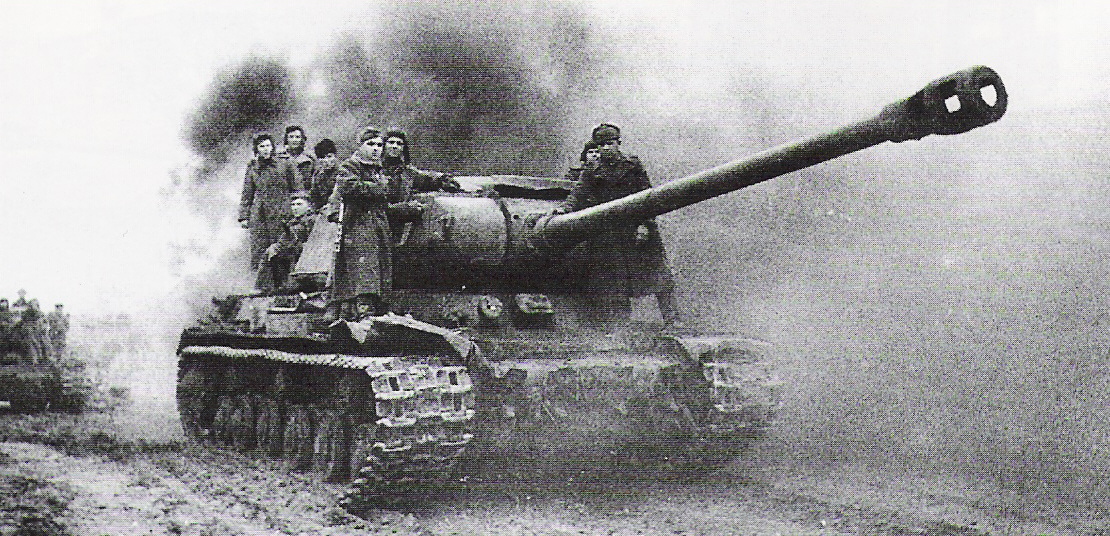
Xe tăng IS-2 của quân đội Liên Xô tham chiến ở khu vực Tây Nam Budapest

Những kiến giải của S. K. Timoshenko được Đại bản doanh chấp nhận và ngày 26 tháng 11, Phương diện quân Ukraina 2 nhận được chỉ thị phải tái tổ chức và củng cố lực lượng để nhanh chóng đạt được ưu thế lớn về binh lực so với quân Đức trong khu vực, đặc biệt phải tập trung một lực lượng lớn các đơn vị xe tăng và pháo binh nhằm tăng cường sức mạnh đột phá. Mũi tấn công chính do Tập đoàn quân cận vệ số 7 đảm nhiệm.

1. Nhằm đảm bảo sự thành công của chiến dịch, Tập đoàn quân cận vệ số 7 phải tập trung ít nhất 2 sư đoàn pháo cường kích.
2. Tập đoàn quân xe tăng cận vệ số 6 của Kravchenko sẽ tấn công tại khu vực của Shumilov. Nhằm củng cố binh lực của Tập đoàn quân số 46, Tập đoàn quân cận vệ số 7 chỉ được tung một quân đoàn cơ giới hóa vào mặt trận.
3. Cụm Kỵ binh cơ giới hóa Pliyev sẽ phát triển tấn công sau tập đoàn quân xe tăng cận vệ số 6.
4. Điều chỉnh lại khu vực tác chiến của Tập đoàn quân cận vệ số 7, mở rộng xuống phía Tây Nam khu vực tấn công của Tập đoàn quân số 53.

ĐẠI BẢN DOANH
Đợt tấn công mới được yêu cầu phải thực hiện không muộn hơn ngày 2 hoặc 3 tháng 12 năm 1944.
Giai đoạn thứ ba của Chiến dịch Budapest có sự thay đổi lớn về kế hoạch và tương quan lực lượng trên chiến trường. Từ ngày 27 tháng 11, Phương diện quân Ukraina 3 đã hoàn thành việc giải phóng Beograd và bắt đầu tiến lên tiếp cận khu vực tả ngạn sông Danube gần Sombor. Từ ngày 7 đến ngày 9 tháng 12 năm 1944, Tập đoàn quân 57 và Tập đoàn quân cận vệ 4 của Phương diện quân này đã tổ chức vượt sông Danube tại các khu vực Sombor, Apatin và Kaposhvarz (???). Đến ngày 3 tháng 12, Phương diện quân Ukraina 3 đã tiếp cận bờ phía Đông Nam hồ Balaton tại Tây Nam của Budapest mà hầu như không gặp phải sự kháng cự đáng kể nào. Tập đoàn quân 46 sau khi đánh lùi cuộc phản kích của Sư đoàn xe tăng 20 (Đức) và Sư đoàn xe tăng 1 (Hungary) cũng hội quân với Tập đoàn quân cận vệ 4 tại khu vực hồ Velence. Tập đoàn quân xe tăng cận vệ 6 (Liên Xô) và Quân đoàn xe tăng 23 cũng trở lại đội hình Phương diện quân Ukraina 2 sau khi được bổ sung xe tăng và các tổ lái. Quân đoàn xe tăng 18 được phối thuộc cho Tập đoàn quân cận vệ 7. Tập đoàn quân Bulgaria 1 của tướng Vladimir Stoychev cũng vượt sông Drava trên khu vực Virivititsa (???) (Nam Tư) và bắt đầu tiến quân trên đất Hungary. Sự tham gia của Phương diện quân Ukraina 3 trên hướng Budapest đã tăng cường đáng kể binh lực tấn công của quân đội Liên Xô tại hướng này, làm tăng mật độ tập trung binh lực cũng như sức mạnh đột phá của các mũi tiến công của Hồng Quân thêm rất nhiều. Quân đội Liên Xô đã có thể thực hiện kế hoạch tấn công Budapest từ nhiều hướng: Đông, Bắc, Đông Nam, Nam và Tây Nam. Ý định của quân đội Liên Xô trong giai đoạn này là bao vây thành phố này bằng hai gọng kìm lớn: gọng phía Bắc bao gồm Tập đoàn quân xe tăng cận vệ 6 và Cụm kỵ binh cơ giới hóa Pliyev đánh từ Sahy và gọng phía Nam do quân đoàn cơ giới cận vệ số 2 đánh từ một đầu cầu nhỏ trên sông Danube, gần Szekesfehervar lên Esztergom ở phía Tây Budapest.
Quân đội Đức Quốc xã cũng được Bộ tư lệnh Tối cao Lục quân Đức (OKH) tăng viện đáng kể. 5 sư đoàn xe tăng (trong đó có 2 sư đoàn SS), 2 sư đoàn kỵ binh và 1 sư đoàn bộ binh được điều đến mặt trận Hungary. Trong số các xe tăng được gửi đến có 60 chiếc Tiger II và hàng trăm chiếc Tiger I. Đến đây thì xảy ra một cuộc tranh cãi nảy lửa giữa Bộ tư lệnh Đức và tướng Johannes Frießner, chỉ huy Cụm Tập đoàn quân Nam, về việc nên sử dụng số viện binh này ở đâu, tại phía Đông Bắc chống lại Tập đoàn quân xe tăng cận vệ số 6 hay là ở phía Tây Nam chống lại các mũi tiến công của Phương diện quân Ukraina 3 vừa mới xuất hiện trong khu vực hồ Balaton. Vấn đề trở nên phức tạp hơn khi thời tiết trong vùng diễn biến xấu và hạn chế đáng kể khả năng cơ động của xe tăng. Cuối cùng, Frießner quyết định điều các lực lượng bộ binh (thuộc các đơn vị thiết giáp tăng viện) ở phía Bắc và điều thành phần xe tăng còn lại xuống phía Nam.
Từ đầu tháng 12 năm 1944, Phương diện quân Ukraina 2 bắt đầu mở lại các chiến dịch đệm tại khu vực phía Bắc và phía Đông Budapest để tạo thế cho các hoạt động tấn công lớn tiếp theo. Ngày 3 tháng 12, Tập đoàn quân 27 đánh chiếm Miskolc. Tập đoàn quân 40 và Tập đoàn quân Romania 4 phát triển lên phía Bắc đến biên giới Hungary - Slovakia, cắt đứt tuyến đường sắt Miskolc đi Koshitse, chia cắt Tập đoàn quân 8 (Đức) ở Đông Bắc Hungary với Tập đoàn quân xe tăng 1 (Đức) ở Slovakia. Trên hướng Eger và Hatvan, từ ngày 26 tháng 11 đến ngày 5 tháng 12, Cụm kỵ binh cơ giới của tướng Pliyev, Tập đoàn quân 53 và Tập đoàn quân xe tăng cận vệ 6 đã tổ chức 21 trận đội kích vào phòng tuyến của quân Đức - Hungary dọc theo con đường sắt từ Miskolc đi Budapest. Ngày 5 tháng 12, phòng tuyến này bị đục thủng tại 5 vị trí ở phía đông Hatvan và phía Nam Eger. Tập đoàn quân xe tăng cận vệ 6 kéo quân đánh chiếm Hatvan và tấn công lên Balaszadiarmat. Cụm kỵ binh cơ giới (Liên Xô) tấn công Sahy. Ngày 15 tháng 11, Balaszadiarmat, Sahy và Vasz (???) đã nằm trong tay quân đội Liên Xô. Gọng kìm phía Bắc Budapest đã hình thành.
Tại hướng Đông Nam, trong suốt thượng tuần tháng 12 năm 1944, Quân đoàn cơ giới cận vệ 2 và Quân đoàn cơ giới cận vệ 4 bị sa lầy tại hệ thống phòng tuyến Margareithe của quân Đức - Hungary giữa hồ Balaton và ngoại vi phía Nam Budapest. Nguyên soái S. K. Timoshenko quyết định điều Quân đoàn xe tăng 18 khỏi Tập đoàn quân cận vệ 7 để tăng cường cho hướng này. Tập đoàn quân cận vệ 7 được điều lên hướng Bắc Budapest. Tại vòng vây phía Đông Budapest chỉ còn lại Quân đoàn bộ binh cận vệ 18, Quân đoàn bộ binh 30 và Quân đoàn bộ binh 7 (Romania). Tuy nhiên, sức kháng cự của quân Đức và Hungary tại phòng tuyến Margareithe đã làm cho cuộc bao vây Budapest của quân đội Liên Xô chưa thể thực hiện trong nửa đầu tháng 12 năm 1944.
Ngày 15 tháng 12 năm 1944, Phương diện quân Ukraina 3 báo cáo kế hoạch bao vây Budapest lên Đại bản doanh. Ngày 17 tháng 12, đến lượt Phương diện quân Ukraina 2 cũng nộp báo cáo kế hoạch của mình. STAVKA phê chuẩn ngay cả hai bản kế hoạch này và lưu ý Nguyên soái Tolbukhin không được để cho quân của mình bị hút theo hướng Viên. STAVKA cho các phương diện quân 3 ngày để tiến hành trinh sát, chuẩn bị pháo binh, không quân, các cơ số đạn dược, xăng dầu và lương thực. Trinh sát của các tập đoàn quân, quân đoàn và sư đoàn được yêu cầu phải phát hiện tất cả các hỏa điểm của quân Đức. Trường hợp các hỏa điểm bị che khuất sẽ giao cho không quân giải quyết. Căn cứ theo các thông tin thu thập được về hệ thống phòng ngự cứng rắn cũng như lực lượng thiết giáp đông đảo của phía Đức, lực lượng pháo binh Liên Xô đã được đặc biệt tăng cường và củng cố với mức độ đáng kể. Thật vậy, mặc dù STAVKA không cho phép dùng các pháo tự hành và pháo chống tăng vào việc bắn chuẩn bị mà chỉ dùng để phối hợp với không quân chống lại lực lượng xe tăng đối phương, mật độ pháo binh của quân đội Liên Xô tại mặt trận Budapest cũng vẫn đạt mức độ rất cao. Tại Phương diện quân Ukraina 2, mật độ đó là 224 khẩu/km chính diện. Tại Phương diện quân Ukraina 3 cũng có đến 170 nòng pháo/km chính diện.
Trong khi Bộ tư lệnh Cụm tập đoàn quân Nam Đức còn đang tranh cãi về việc bố trí lực lượng tăng viện thì ngày 20 tháng 12 năm 1944, các Phương diện quân Ukraina 2 và 3 đồng loạt chuyển trạng thái tấn công vào Budapest. Mũi đột kích phía Bắc gồm Tập đoàn quân xe tăng cận vệ 6, Cụm Kỵ binh cơ giới hóa Pliyev và Tập đoàn quân cận vệ 7 đã đánh vào sau lưng các tuyến phòng ngự của quân Đức và đến ngày 27 tháng 12 đã tiếp cận sông Danube đối diện phía Bắc Esztergom. Mũi đột kích phía Nam bao gồm Tập đoàn quân 46, Tập đoàn quân cận vệ 4 được mở đường bởi Quân đoàn xe tăng 18, Quân đoàn cơ giới cận vệ 2 và Quân đoàn cơ giới cận vệ 4 đã đập nát phòng tuyến Margareithe, đánh bại các sư đoàn xe tăng Đức không được bộ binh hỗ trợ. Ngày 25 tháng 12, các quân đoàn xe tăng và cơ giới Liên Xô đánh chiếm Szekesferhervar, Zamoi (???), Mor và vọt tiến lên phía Bắc. Ngày 26 tháng 12 năm 1944, Quân đoàn xe tăng 18 (Liên Xô) đánh chiếm Esztergom. Ngày 27 tháng 12, Phương diện quân Ukraina 2 và 3 gặp nhau trên cây cầu phao bắc qua sông Danube tại Esztergom và khép vòng vây dọc theo tuyến sông Danube. 188.000 quân Đức và Hungary bị bao vây trong "cái chảo" Budapest. Thảm họa này đã khiến Đại tướng Johannes Frießner, Tư lệnh Cụm tập đoàn quân Nam (Đức) cùng chỉ huy Tập đoàn quân số 6 (Đức), Thượng tướng Pháo binh Maximilian Fretter-Pico bị cách chức. Thay thế cho Frießner là Thượng tướng Bộ binh Otto Wöhler, nguyên tư lệnh Tập đoàn quân 8 (Đức), còn Thượng tướng Thiết giáp Hermann Balck - một trong những chỉ huy xe tăng có kinh nghiệm cuối cùng của nước Đức phát xít - lên nắm quyền Tập đoàn quân số 6. Từ đầu năm 1945, quân đội Liên Xô triển khai chiến đấu trên cả vòng vây bên trong và vòng vây bên ngoài nhằm thanh toán các đơn vị Đức và Hungary nằm trong lòng Budapest cũng như ngăn chặn các cuộc phản công giải vây của quân Đức.

### Giai đoạn thứ tư

#### Cái chết của những quân sứ Liên Xô
Giai đoạn thứ tư của Chiến dịch Budapest bắt đầu bằng bi kịch của những người quân sứ phía Liên Xô. Chỉ trong một ngày 29 tháng 12 năm 1944, hai nhóm quân sứ đàm phán hòa bình của quân đội Liên Xô đã bị quân đội Đức Quốc xã sát hại khi đi đàm phán với đối phương đề nghị ngừng bắn. Sau khi đã bao vây Budapest, đêm 28 rạng ngày 29 tháng 12 năm 1945, qua làn sóng điện đài và các loa phóng thanh tại mặt trận, Bộ chỉ huy các phương diện quân Ukraina 2 và 3 đều đồng loạt thông báo quân đội Liên Xô đề nghị ngừng bắn để bắt đầu đàm phán về các điều kiện đầu hàng của quân Đức - Hungary trong vòng vây tại Budapest nhằm tránh đổ máu không cần thiết. Phía Liên Xô cũng nói rõ sẽ cử hai nhóm quân sứ không mang vũ khí đi trên xe cắm cờ trắng sang trận tuyến quân Đức vào sáng hôm sau để trao tối hậu thư đề nghị quân Đức đầu hàng.
10 giờ sáng ngày 29 tháng 12, tại địa đoạn mặt trận ở Budafok do Quân đoàn bộ binh 23, Tập đoàn quân 46 (Liên Xô) phụ trách; đại úy Ilya Afanasevich Ostapenko, phó tiểu đoàn trưởng về chính trị của Tiểu đoàn bộ binh 1, Trung đoàn 1077 thuộc Sư đoàn 316 cùng trung úy Nikolai Feoktistovich Orlov và trung sĩ Yefim Tarasovich Gorbatyuk không mang vũ khí cầm cờ trắng vượt sang phòng tuyến của quân Đức. Mặc dù quân Đức đã bắn quét trước mặt họ bằng súng máy nhưng đại úy I. A. Ostapenko vẫn dùng loa tay nói bằng tiếng Đức về mục đích của việc đàm phán. Quân Đức ngừng bắn và tiến ra vây lấy họ. Ba người lính Liên Xô bị bịt mắt và dẫn đến hầm chỉ huy của tướng Karl Pfeffer von Wildenbruch, tư lệnh các lực lượng Đức tại Budapest. Sau khi nghe các điều kiện do phía Liên Xô đặt ra về việc đầu hàng của quân Đức tại Budapest, tướng Karl Pfeffer von Wildenbruch từ chối và nói: "Binh lính Đức sẽ chiến đấu đến cùng". Không thuyết phục được Karl Pfeffer von Wildenbruch, ba người lính Liên Xô lại bị bịt mặt và đưa trở lại tiền duyên. Quân Đức bỏ băng bịt mắt cho họ đi về đơn vị của mình. Khi họ vừa đi được vài mét, quân Đức đã nổ súng từ phía sau. Đại úy I. A. Ostapenko trúng đạn chết ngay tại chỗ. Trung úy N. F. Orlov và trung sĩ Ye. T. Gorbatyuk nhảy xuống hố đạn pháo ẩn nấp và trốn thoát. Ngay sau đó, quân Đức dùng hỏa lực súng máy phong tỏa khu vực, ngăn cản mọi cố gắng thu hồi xác đại úy I. A. Ostapenko của Trung đoàn 1077 (Liên Xô). Mãi đến đêm 29 tháng 12, trinh sát của trung đoàn mới lấy được xác của I. A. Ostapenko. Đại úy được chôn cất ngay tại Budafok với các nghi thức quân sự.
Sự việc xảy ra tại Phương diện quân Ukraina 2 còn bi thảm hơn. 11 giờ sáng ngày 29 tháng 12, tại phòng tuyến của Quân đoàn bộ binh 30 ở Kispest, đại úy Miklós Steinmetz cùng trung úy N. V. Kuznetsov và hạ sĩ tùy tùng P. A. Filimonenko di chuyển trên một chiếc xe con hiệu Volkswagen có cắm cờ trắng sang phòng tuyến của quân Đức để đàm phán ngừng bắn. Bất chấp nhưng lời kêu gọi liên tục của đại úy Miklós Steinmetz bằng cả tiếng Đức và tiếng Hungary, hỏa lực súng máy Đức từ ba phía đã quét ngang chiếc xe. Đại úy Miklós Steinmetz cùng trung úy N. V. Kuznetsov và hạ sĩ tùy tùng P. A. Filimonenko đều thiệt mạng.

#### Quân Đức và Hungary phản công

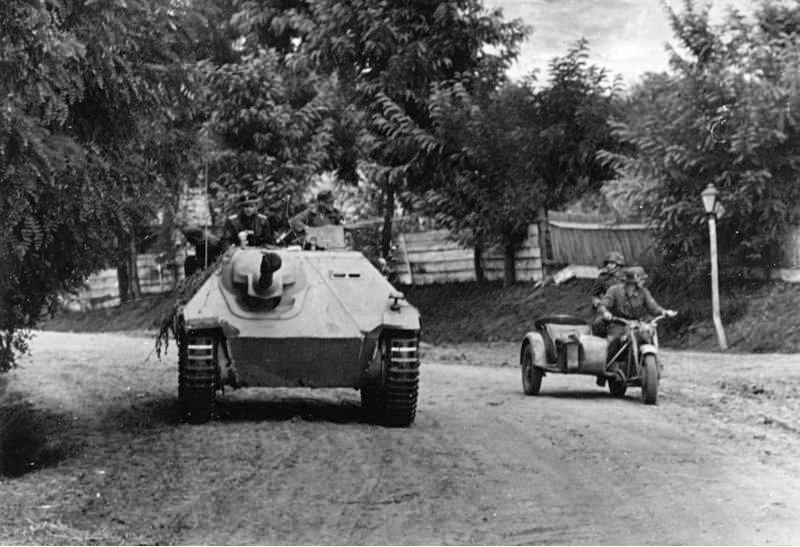
Sư đoàn kỵ binh 8 SS "Florian Geyer" tham gia chiến dịch phản công Konrad I

Trong thời gian này, phương diện quân Ukraina 2 bắt đầu tập trung một lực lượng lớn dùng vào việc thủ tiêu "cái chảo" Budapest và, vô hình trung, đã làm binh lực tại vòng vây phía Tây thành phố trở nên mỏng đi. Người Đức đã không bỏ qua cơ hội này. Quân đội Đức Quốc xã không chấp nhận dễ dàng để mất thành phố và bắt đầu dốc toàn lực để phá vỡ vòng vây của quân đội Liên Xô tại đây. Từ ngày 5 đến ngày 8 tháng 1 năm 1945, Đại tướng Heinz Guderian, Tổng tham mưu trưởng mới của Bộ Tổng tư lệnh Lục quân Đức đã đến Komarno để kiểm tra tình hình sau khi tướng Otto Wöhler được cử thay tướng Johannes Frießner chỉ huy Cụm tập đoàn quân Nam. Otto Wöhler báo cáo cho Heinz Guderian biết ông ta đã nhận được tăng viện 5 sư đoàn xe tăng, 2 sư đoàn kỵ binh, 1 sư đoàn bộ binh lấy từ lực lượng dự bị, từ Ý, từ Cụm tập đoàn quân B và từ Croatia rút về.
Ngày 22 tháng 12 năm 1944, tại Szekesferhervar, trinh sát của Tập đoàn quân cận vệ 4 (Liên Xô) thu được hai tấm bản đồ của Sư đoàn xe tăng 20 (Đức). Trên bản đồ có đánh dấu vị trí của cơ quan chỉ huy các quân đoàn xe tăng 3 và 57 (Đức), các sở chỉ huy của các sư đoàn xe tăng 1, 3, 6, 8, 23 và trung đoàn xe tăng hạng nặng 130 (Đức) ở khu vực hồ Balaton. Ngày 1 tháng 1 năm 1945, trinh sát của cả hai phương diện quân Liên Xô đã xác định được lực lượng thiết giáp Đức tập trung tại khu vực xung quanh Budapest gồm 13 sư đoàn xe tăng, 2 sư đoàn cơ giới hóa và một lữ đoàn cơ giới hóa, một mật độ tập trung binh lực xe tăng cao hiếm có đối với quân đội Đức Quốc xã ở mặt trận phía Đông. Bộ Tổng tham mưu Liên Xô nhận định, việc tập trung xe tăng với mật độ cao như vậy chắc chắn chỉ để nhằm phản công. Quả thật, trong suốt thời gian từ ngày 21 tháng 12 đến 31 tháng 12 năm 1944, Bộ tham mưu của Cụm tập đoàn quân Nam (Đức) khẩn trương chuẩn bị một kế hoạch lớn mang mật danh "Konrad".
Đêm mùng 1 rạng ngày 2 tháng 1 năm 1945, chiến dịch phản công mang tên "Konrad" giai đoạn 1 được khởi động. Trên vòng vây bên ngoài Budapest, các sư đoàn xe tăng Đức liên tục tổ chức nhiều trận phản kích dữ dội nhằm phá vỡ vòng vây. Tại mũi tấn công ở khu vực Komarno với sự tham gia của các sư đoàn xe tăng 3 và 6 (Đức) có mật độ xe tăng đạt tới 30-40 chiếc/km chính diện mặt trận. Mũi tấn công phía Tây Nam Budapest có sự tham gia của Quân đoàn xe tăng 4 SS cũng có mật độ xe tăng rất cao lên từ 50 đến 60 chiếc/km chính diện. Ngày 6 tháng 1, các sư đoàn xe tăng 3 và 6 (Đức) đánh lùi Quân đoàn bộ binh 31 (Liên Xô) và đẩy Tập đoàn quân cận vệ 4 (Liên Xô) lùi về tuyến Esztergom, Dorog, Jambek (???), Tatabanija (Tatabanya). Ngày 9 tháng 10, Tập đoàn quân xe tăng cận vệ 6 và Tập đoàn quân cận vệ 7 (Liên Xô) tổ chức đột kích về hướng Komarno, đánh chiếm Marszelob (???) nhưng đã bị Sư đoàn xe tăng 8 (Đức) đột kích từ Novi Zamki xuống sườn phải và buộc phải lùi về bên kia sông Hron tại Kabelkut (???).
Ở Tây Nam Budapest, quân Đức vẫn không dừng lại. Ngày 7 tháng 1, tận dụng thành quả của Quân đoàn xe tăng 4 SS, Quân đoàn xe tăng 3 (Đức) cũng tổ chức tấn công gần Esztergom và Szekesfehervar trong giai đoạn II của Chiến dịch Konrad nhằm chiếm lại sân bay Budapest để cải thiện khả năng tiếp tế cho số quân bị vây. Giống như lần trước, đợt tấn công này đã bị Tập đoàn quân cận vệ 4 (Liên Xô) chặn đứng gần khu vực sân bay. Quân đoàn xe tăng 4 SS và Tập đoàn quân 3 Hungary đã tạo ra mối đe dọa thực sự cho vòng vây của quân đội Liên Xô tại khu vực giữa hồ Balaton và hồ Velence. Huy động 560 xe tăng có trong tay, ý đồ của tướng Otto Wöhler là dùng ba mũi tấn công bằng xe tăng. Mũi thứ nhất từ Đông Bắc Inota tấn công theo hướng Zamoj (???) và Szakvar (Csakvar), hội quân với mũi tấn công phía Bắc ở Bizhke (Bicske), bao vây chia cắt Quân đoàn kỵ binh cận vệ 5 và Tập đoàn quân 68 (Liên Xô) ở khu vực Hant (Gant) - Szakvar. Mũi thứ hai có chiều sâu lớn hơn, từ phía Đông Veszprem đánh sang phía Đông, đến Sapozd (Sarosd) thì chia làm hai cánh. Cánh phải tiến ra sông Danube tại Dunapentele (???) che chở sườn phải cho mũi tấn công chính. Cánh trái vòng qua phía Đông hồ Vemnce lên hướng Bắc đến Barazka (Baracska), đánh vào sau lưng quân đoàn bộ binh 135, các quân đoàn bộ binh cận vệ 20, 21 và Quân đoàn cơ giới 7 tại khu vực ngoại vi phía Tây Budapest. Ngoài ra, Tập đoàn quân 3 (Hungary) cũng được giao nhiệm vụ tấn công dọc theo kênh Szio, che chắn sườn phải cho toàn bộ cánh quân xe tăng Đức.
Từ ngày 7 đến ngày 20 tháng 1 năm 1945, các cánh quân xung kích Đức đã hoàn thành gần hết những nhiệm vụ nói trên. Mũi tấn công xe tăng thứ nhất gồm 1 sư đoàn xe tăng, 1 lữ đoàn kỵ binh Đức đã đẩy lùi Quân đoàn bộ binh cận vệ 20 (Liên Xô) đến Zamoi và bị chặn lại tại đây ngày 11 tháng 1 năm 1945. Mũi tấn công chính gồm các sư đoàn xe tăng 12, 18 SS và các sư đoàn kỵ binh 22 và 37 đã đánh bật quân đội Liên Xô khỏi Szeregejes (Seregelyes). Ngày 20 tháng 1, cánh quân của Sư đoàn xe tăng 12 SS đã tiến ra sông Danube tại Dunapentele. Cánh quân của Sư đoàn xe tăng 18 tiến đến Barachka. Cuộc tấn công này suýt nữa đã nghiền nát Quân đoàn xe tăng 18 (Liên Xô), nhưng khi quân Đức tiếp cận được Biscke, một địa phương chỉ cách Budapest 20 cây số, lực lượng dự bị của Tập đoàn quân số 46 và Tập đoàn quân xe tăng cận vệ 6 đã kịp thời có mặt tại trận địa, chặn đứng quân Đức. Ngày 20 tháng 1, sau nhiều đợt tấn công không có kết quả, viện binh Đức buộc phải dừng lại. Mặc dù không thành công trong việc giải vây cho Budapest, những diễn biến đầu tháng 1 khiến David M. Glantz nhận xét rằng vòng vây của quân đội Liên Xô ở Tây Nam Budapest tương đối yếu và có thể sẽ bị chọc thủng nếu quân Đức tập trung một lượng binh lực lớn hơn.
Đối phó lại, Phương diện quân Ukraina 3, lực lượng chủ yếu chịu các cuộc tấn công của quân Đức, đã xây dựng một hệ thống phòng ngự chiều sâu nhiều tầng nhiều lớp dựa theo kinh nghiệm của trận Vòng cung Kursk (với chiều sâu trận tuyến lên đến 25-50 cây số) cùng một hệ thống pháo chống tăng và pháo binh dày đặc, có nơi lên tới 160-170 khẩu/km chính diện. Thông tin tinh báo chính xác cũng đã giúp phía Liên Xô kịp thời phát hiện và điều động các đơn vị xe tăng và pháo tự hành đến những nơi nguy hiểm, chặn đứng các mũi công kích mạnh của phía Đức. Ngày 20 tháng 1, Nguyên soái F. I. Tonbukhin đã thành lập được hai cụm quân xung kích mạnh để chống lại cuộc phản công của quân đội Đức Quốc xã. Cụm Bắc tập kết ở sát phía Tây Budapest gồm Quân đoàn xe tăng 23 và các quân đoàn kỵ binh 1 và 5. Cụm Nam tập kết ở khu vực Dunafioldvar (Dunafoldvar) gồm Quân đoàn xe tăng 18 và các quân đoàn bộ binh 30 và 133. Bộ Tổng tham mưu Liên Xô cũng điều Tập đoàn quân 27 từ Phương diện quân Ukraina 2 sang tăng cường cho Phương diện quân Ukraina 3 giữ tuyến sông Danube từ Erszi đến Dunapentele. Tập đoàn quân 26 được đưa từ lực lượng dự bị của STAVKA đến khu vực Szesze (???) sẵn sàng tham chiến cùng với cánh quân xung kích.
Ngày 21 tháng 1, Quân đội Liên Xô chuyển sang thế trận phản đột kích. Từ Erie (???) và Tuszkulanum (???), cánh quân xung kích phía Bắc chặn đứng các sư đoàn xe tăng 1 và 18 SS, tiến xuống phía Nam, chiếm lĩnh lối đi hẹp giữa hồ Velence và hồ Balaton tại Szeregejes. Mũi tấn công cánh trái gồm các trung đoàn pháo tự hành của các quân đoàn kỵ binh cận vệ 1 và 5 tiến ra Szarosd (Sarosd), đón gặp cánh quân xung kích từ phía Nam lên. Đến ngày 24 tháng 1, quân Đức chỉ còn cách Budapest 25 cây số về phía Nam. Và đây chính là cơ hội cho Cụm quân Đức bị vây đánh từ trong thành phố ra để phối hợp với viện binh mở vây. Song, cũng giống như ở Stalingrad, theo lệnh tử thủ của Hitler, số quân bị vây trong thành phố không được phép tổ chức phá vây ra ngoài mà phải cố thủ để cho quân tiếp viện một mình chọc thủng vòng vây. Một lần nữa, cơ hội sống sót của 188.000 quân Đức tại Budapest đã bị bở lỡ. Bị uy hiếp từ hai bên sườn và rơi vào nguy có bị bao vây, chia cắt, các cánh quân xe tăng của Quân đoàn xe tăng 4 SS buộc phải quay ra đối phó với các đòn đột kích từ hai bên sườn của quân đội Liên Xô. Mũi tấn công của quân Đức sau mấy ngày kịch chiến cũng đã hao tổn nặng nề và không còn khả năng tiếp tục tấn công. Không còn cách nào khác, ngày 27 tháng 1 quân Đức buộc phải rút lui về tuyến xuất phát. Kế hoạch giải vây cho Budapest xem như thất bại hoàn toàn. Mặc dù quân đội Liên Xô vẫn đứng vững sau các cuộc tấn công, những thành công tạm thời của viện binh Đức đã gieo vào đầu Hitler một ý tưởng mà sau này trở thành trận chiến tại hồ Balaton vào tháng 3 năm 1945.

### Giai đoạn thứ năm
Trong khi cuộc chiến chống phá vây đang diễn ra quyết liệt và dữ dội, cuộc chiến thanh toán số quân bị vây trong thành phố cũng diễn ra giằng co không kém. Quân Đức và Hungary đã làm mọi việc có thể để biến Budapest thành một pháo đài khổng lồ, đồng thời phía Đức không hề tỏ thái độ muốn đầu hàng một cách dễ dàng. Ngày 29 tháng 12, phía Liên Xô cử hai đoàn quân sứ đến các Sở chỉ huy của tướng Karl Pfeffer von Wildenbruch và tướng Gerhard Schmidhuber để gửi tối hậu thư yêu cầu đầu hàng không điều kiện và hứa sẽ đối xử với các tù binh một cách nhân đạo. Tuy nhiên yêu cầu của họ đã bị từ chối thẳng thừng và các sứ giả Liên Xô đều bị quân Đức bắn chết. Những gì diễn ra trong giai đoạn đầu của cuộc bao vây đã cho thấy tiêu diệt "cái chảo" Budapest đòi hỏi một nỗ lực và thời gian không nhỏ.
Hồi 0 giờ 30 phút ngày 22 tháng 1 năm 1945, STAVKA ra Chỉ lệnh số № 11013 gửi các tư lệnh Phương diện quân Ukraina 2 và Phương diện quân Ukraina 3, yêu cầu tiêu diệt cánh quân Đức đang tấn công từ bờ Nam sông Danube tới hồ Velence:
| “                                              | Nhằm tiêu diệt địch, đánh chiếm khu vực bờ Nam sông Danube đến Velence, Đại bản doanh Bộ Tổng tư lệnh tối cao ra lệnh: 1. Chỉ huy Phương diện quân Ukraina 2 có nhiệm vụ: a) Mở cuộc tấn công để vượt qua tuyến phòng thủ chặt chẽ ở khu vực Komárno b) Đến ngày 25 hoặc 26 tháng 1 phải tập trung Quân đoàn xe tăng 23 ở phía Tây và Tây Nam Budapest để phối hợp với cánh quân xung kích của Phương diện quân Ukraina 3 tấn công từ sông Danube và Sharashd đến hồ Velence. Thanh toán cánh quân địch bị bao vây ở Budapest. 2. Chỉ huy Phương diện quân Ukraina 3 có nhiệm vụ: a) Bổ sung xe tăng và pháo tự hành cho Quân đoàn xe tăng 18 và đưa đến phòng tuyến của Quân đoàn bộ binh 133 không muộn hơn ngày 25 tháng 1. Đến ngày 26 tháng 1, phải sử dụng 4 đến 5 sư đoàn tấn công dọc theo kênh Sharviz - Danube hướng tới Sharashda theo hướng đối diện với cánh quân xung kích của Phương diện quân Ukraina 2. b) Tổ chức phòng thủ chặt chẽ trên bờ đông sông Danube, trong các khu vực hồ Balaton và kênh Sharviz. 3. Báo cáo về việc thực hiện mệnh lệnh. | ” |
| — Thay mặt STAVKA I. V. Stalin - A. I. Antonov | |   |

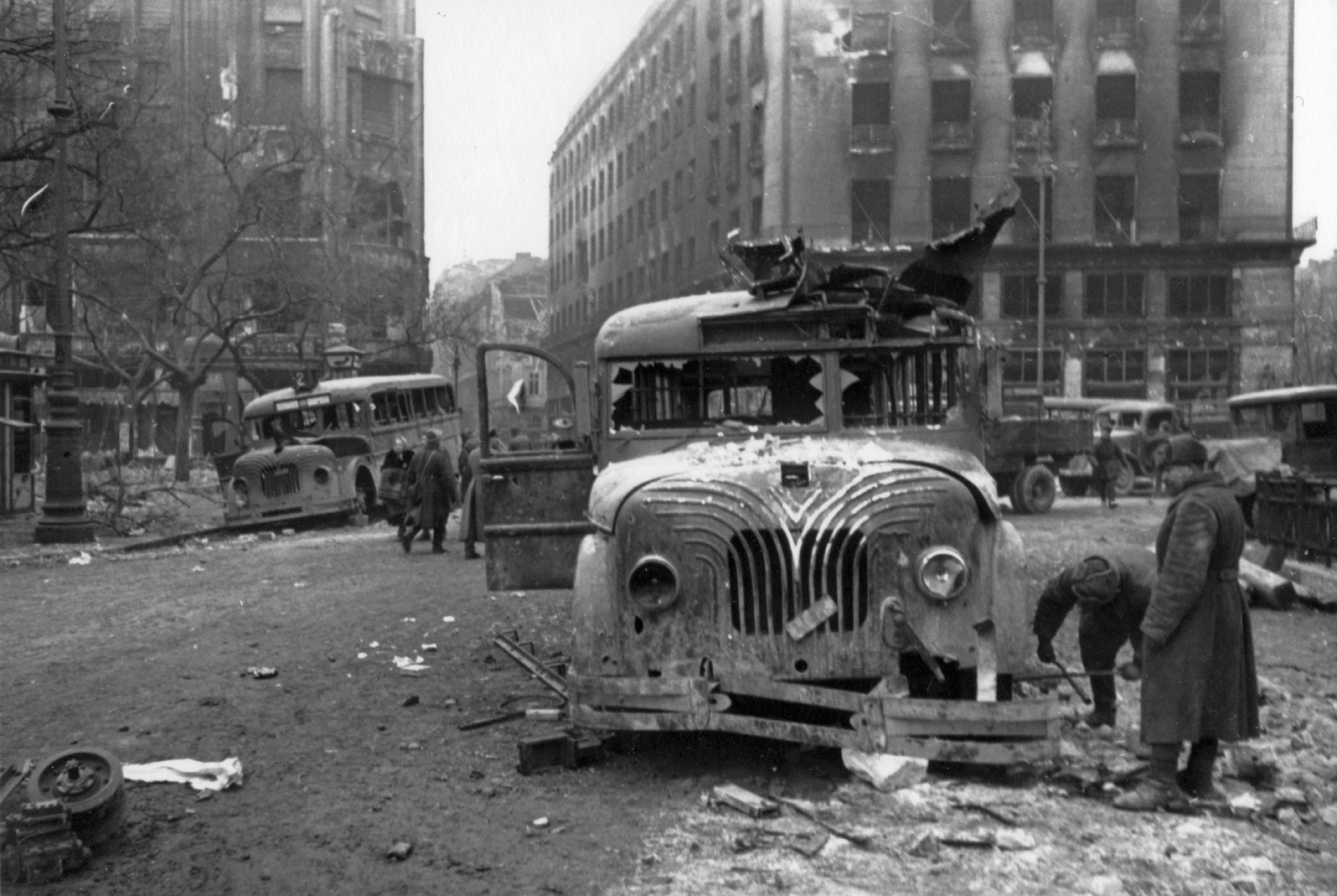
Budapest trong vòng vây

Thực hiện chỉ lệnh này, Phương diện quân Ukraina 2 đã phải dành ra một lực lượng lớn để thành lập hai cụm tác chiến chỉ với một nhiệm vụ duy nhất là quét sạch toàn bộ quân địch trong lòng thủ đô Hungary. Cụm thứ nhất bao gồm các quân đoàn bộ binh cận vệ 10, 27 và Quân đoàn bộ binh 23 thuộc của Tập đoàn quân 46 có nhiệm vụ xử lý khu vực Buda là khu pháo đài cổ của Budapest nằm trên vùng đồi núi hữu ngạn sông Danube. Cụm thứ hai bao gồm các quân đoàn bộ binh Romania 7, 18 và Quân đoàn bộ binh 30 (Liên Xô) thuộc Tập đoàn quân cận vệ 7 có nhiệm vụ xử lý khu vực Pest là khu đô thị của Budapest nằm trên tả ngạn sông Danube. Tổ chức chỉ huy lỏng lẻo này dưới sự đồng điều khiển của hai tập đoàn quân không giành được kết quả đáng kể trong mấy ngày cuối của năm 1944. Trước tình hình các mũi tấn công tiến triển chậm, vào ngày 10 tháng 1 năm 1945, Đại bản doanh đã yêu cầu nguyên soái R. Ya. Malinovsky - tư lệnh Phương diện quân Ukraina 2 - thiết lập một cơ cấu tổ chức chặt chẽ và tập trung hơn cho khối quân đang tảo thanh "cái chảo" Budapest. Ngay ngày hôm sau (11 tháng 1), Nguyên soái R. Ya. Malinovsky bổ nhiệm thiếu tướng I. M. Afonin, tư lệnh Quân đoàn xe tăng 18, làm chỉ huy trưởng toàn bộ Cụm tác chiến chiến dịch Budapest.
Chiến sự tại Budapest vẫn tiếp tục bùng nổ một cách ác liệt với mức độ tàn khốc không thua kém gì so với trận Stalingrad trước kia. Trong thời tiết lạnh giá, tuyết rơi dày đặc và sương mù che kín trận địa, những trận đánh đẫm máu, giằng co đã diễn ra trong từng tòa nhà, từng con phố bị hai bên giành đi giật lại nhiều lần. Tuy nhiên, quân đội Liên Xô vẫn dần dần tìm được cách đột nhập sâu vào trong nội đô thành phố bằng việc sử dụng các đơn vị công binh đào hầm và các xạ thủ bắn tỉa để thanh toán dần các ổ đề kháng của quân đồn trú. Đồng thời, trong tình thế bị bao vây, số đạn dược và nhiên liệu, quân nhu dự trữ có hạn của quân đồn trú dần dần vơi cạn. Các xe tăng và đại bác của họ không còn phát huy hỏa lực mạnh mẽ vốn có của nó. Ngày 12 tháng 1 năm 1944, quân đội Liên Xô đã đoạt được một tuyến đường băng quan trọng vốn là nơi hạ cánh khẩn cấp cho các máy bay vận tải Ju-52 làm nhiệm vụ tiếp tế. Sang ngày 14, quân đội Liên Xô tại Pest đã tiếp cận được sông Danube, chia cắt khối quân Đức đồn trú tại Pest thành hai mảnh. Đảo Csepel, nơi trú đóng của các cơ sở sản xuất đạn dược và súng chống tăng cho quân Đức, cũng bị đánh chiếm vào giữa tháng 1. Ngày 17 tháng 1, tàn binh Đức chạy dạt về phía bờ sông tìm cách rút lui sang phía Buda, nhưng không hề biết rằng quân đội Liên Xô đã sử dụng những đường cống dẫn nước ngầm để đến bờ sông trước họ và phục sẵn tại đó. Đến đây, toàn bộ nửa phía Đông của Budapest đã sạch bóng quân Đức. Một nửa binh lực của quân đoàn sơn chiến SS số 9 xem như đã bị xóa sổ. Tổng cộng hơn 36.000 quân Đức tử trận và 63.000 quân bị bắt làm tù binh tính đến ngày 18 tháng 1.
Sau khi Pest được giải phóng, Đại bản doanh ra lệnh cho Phương diện quân Ukraina 2 tiếp tục tiến qua hữu ngạn sông Danube để xử lý khu vực Buda, còn Phương diện quân Ukraina 3 sẽ chỉ tập trung củng cố vòng vây ngoài, đề phòng quân Đức tiếp tục tấn công giải vây. Lực lượng Liên Xô tại khu vực Buda gồm các quân đoàn bộ binh 37 và 75. Giống như ở Pest, quân đồn trú Đức tại Buda cũng tổ chức chống cự dữ dội, bám trụ từng căn nhà, từng góc phố, dựa vào địa hình nhiều đồi núi và pháo đài kiên cố tại Buda để cầm chân quân đội Liên Xô. Cuộc chiến diễn ra đặc biệt ác liệt tại đảo Margit, đồi Gellért (nơi tọa lạc của pháo đài Citadella) và khu nghĩa trang của thành phố nằm gần đó. Ngày 22 tháng 1, tướng I. M. Afonin bị thương trong khi chỉ huy tác chiến. Thượng tướng I. M. Managarov, chỉ huy Tập đoàn quân 53 và là một sĩ quan dày dạn kinh nghiệm trong chiến tranh đô thị được cử lên thay. Đầu tháng 2 năm 1945, cuộc chống cự của quân đồn trú cũng đi vào đoạn kết khi quân đội Liên Xô đã làm chủ được phần lớn thành phố. Sau 2 ngày chiến đấu quyết liệt, nhà ga Budapest bị đánh chiếm và từ đây, quân đội Liên Xô công kích vào khu vực cung điện Buda và đến ngày 10 tháng 2 đã chiếm được một bàn đạp tại khu vực này. Sang ngày 11 tháng 2, đến lượt cụm quân Đức đồn trú tại đồi Gellért bị tiêu diệt sau 6 tuần chống cự. Trước tình hình tuyệt vọng, đêm 11 rạng ngày 12 tháng 2, 26.000 quân Đức dưới sự chỉ huy của Karl Pfeffer von Wildenbruch đã tổ chức một cuộc phá vây lớn từ Budapest tiến ra Perbal. Tuy nhiên lực lượng phá vây không hề biết rằng phía Liên Xô đã tổ chức mai phục sẵn tại quảng trường Széll Kálmán và thế là nỗ lực phá vây trở thành một trận đánh đẫm máu. Tuyệt đại bộ phận lực lượng phá vây đã bị quân đội Liên Xô tiêu diệt. Sang ngày hôm sau (13 tháng 2), tàn binh còn lại của quân Đức đã đầu hàng. Toàn bộ ban chỉ huy của lực lượng đồn trú, trong đó có các tướng Karl Pfeffer von Wildenbruch (Đức) và tướng Hindy Iván (Hungary) bị bắt sống. Tướng Gerhard Schmidhuber (Đức) tử trận.

## Diễn biến chính trị có liên quan

### Sự thành lập Quốc hội và Chính phủ lâm thời Hungary

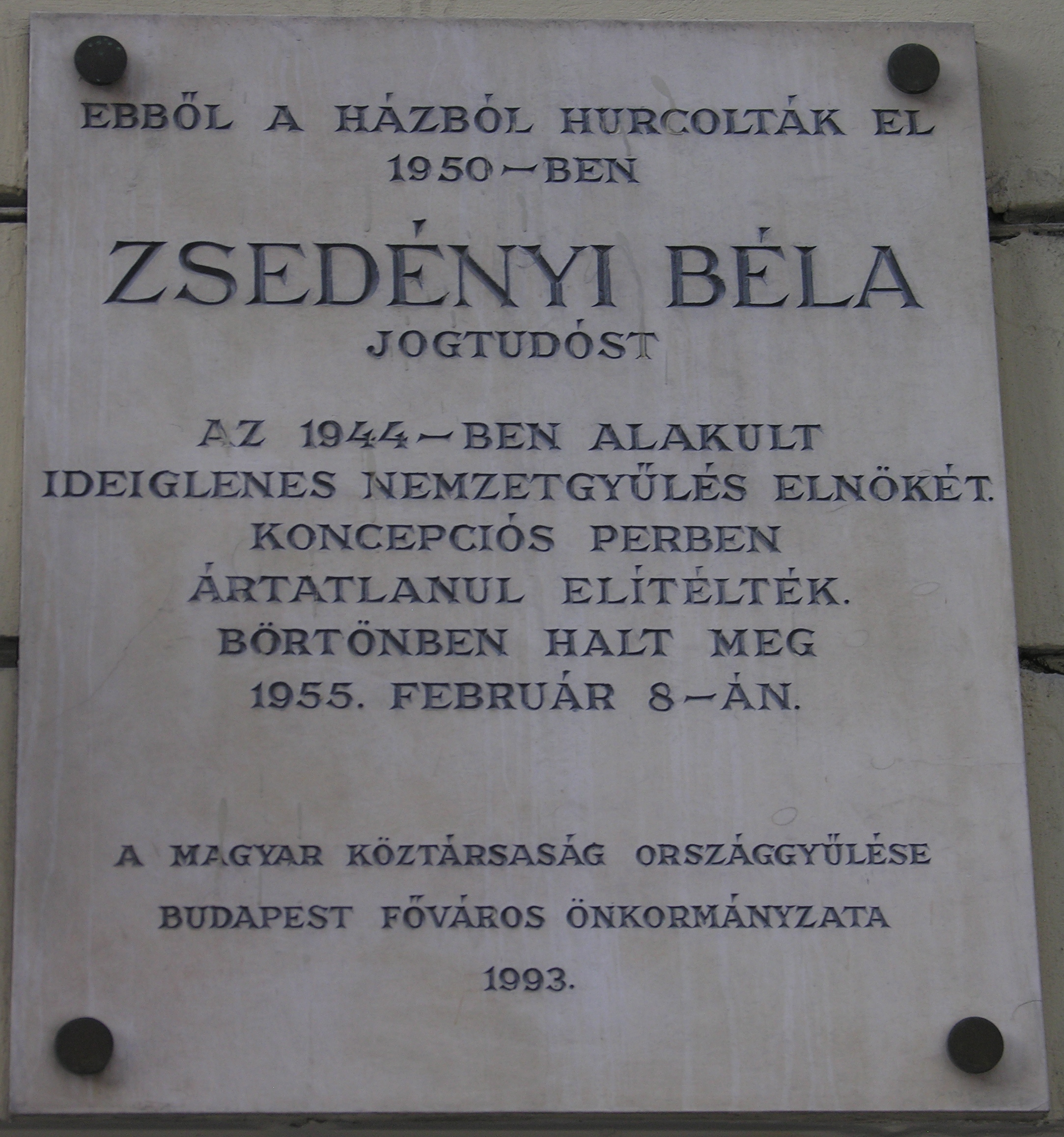
Tấm bảng kỷ niệm tại nơi ở của Zsedényi Béla, Chủ tịch Quốc hội lâm thời Hungary năm 1944

Cũng như các nước châu Âu khác bị Đức Quốc xã và Phát xít Ý chiếm đóng, ở Hungary cũng có phong trào du kích kháng chiến. Tuy nhiên, do nằm sâu trong hậu phương của quân đội Đức Quốc xã nên phòng trào du kích ở đây tương đối yếu. Những đội du kích Hungary do Đảng Cộng sản lãnh đạo chỉ đủ sức tổ chức một số hoạt động đánh bom và các trận phục kích nhỏ lẻ trong điều kiện bi lực lượng SS và Gestapo cùng với bộ máy mật thám của chính quyền Hungary thân Đức truy quét gắt gao. Chỉ đến giữa năm 1944, khi Chính phủ của Horthy Miklós bắt đầu tìm đường thỏa hiệp với phương Tây và nới lỏng kiểm soát thì những người yêu nước Hungary chống phát xít mới "dễ thở" hơn đôi chút. Tháng 6 năm 1944, tại một địa điểm bí mật gần biên giới cũ giữa Hungary - Romania, những người yêu nước Hungary chống phát xít đã thành lập Mặt trận Hungary tự do, cơ quan trung ương thống nhất chỉ huy phong trào kháng chiến. Tháng 9 năm 1944, khi quân đội Liên Xô bắt đầu tiến vào Transilvania, Đảng Cộng sản Hungary ra lời kêu gọi nhân dân Hungary nổi dậy phối hợp với Hồng Quân đánh đuổi Đức Quốc xã.
Tháng 11 năm 1944, tại Debrecen vừa được giải phóng trước đó ít ngày, các đại biểu của Mặt trận Hungary tự do đã bầu ra Ủy ban giải phóng dân tộc Hungary với nhiệm vụ chuẩn bị cho cuộc khởi nghĩa ở Budapest. Mặt trận Hungary tự do cũng được đổi tên thành Mặt trận Tổ Quốc Hungary. Tuy nhiên, cuộc đảo chính quân sự lật đổ nhiếp chính Horthy Miklós đã làm hỏng cuộc khởi nghĩa. Lực lượng SS và Gestapo không chỉ truy bắt những người thuộc phe Horthy Miklós mà còn truy bắt cả những người cộng sản hoạt động bí mật. Nhiều cơ sở của Mặt trận Hungary tự do ở Budapest bị phá vỡ. Ngày 1 tháng 12 năm 1944, những người yêu nước Hungary đã tổ chức đánh bom nhà hát thành phố Budapest, nơi đang tập trung các sĩ quan Đức trong một cuộc họp. Tuy nhiên, do thiếu lực lượng hỗ trợ, vụ đánh bom đã không thể châm ngòi cho một cuộc khởi nghĩa.
Ngày 21 tháng 12 năm 1944, tại Debrecen, Quốc hội lâm thời Hungary được thành lập do Giáo sư luật học Zsedényi Béla, người vừa trốn thoát khỏi nhà tù của Gestapo tại Miskolc làm Chủ tịch và thông qua "Cương lĩnh khôi phục nền dân chủ và phát triển Hungary". Ngày 22 tháng 12, Quốc hội lâm thời đã bầu ra Chính phủ lâm thời Hungary do thượng tướng Miklós Béla đứng đầu. Thành phần Chính phủ lâm thời gồm các đại biểu của Đảng Xã hội dân chủ Hungary, Đảng Dân tộc đại diện cho tầng lớp điền chủ, Đảng Độc lập đại diện cho các tiểu nông và các đại biểu của Đảng Cộng sản Hungary. Một số tướng lĩnh và chính khách của chính phủ Horthy Miklós đã bị lật đổ cũng tham gia chính phủ như tướng Gábor Farago, tướng Janós Veriosz và bá tước Géza von Teleki. Nhiệm vụ đầu tiên mà Quốc hội lâm thời Hungary giao cho chính phủ của tướng Miklós Béla là phải ký kết càng sớm càng tốt một hiệp định đình chiến giữa Hungary với Liên Xô, các nước đồng minh Anh - Mỹ và các nước mà Hungary đang trong tình trạng chiến tranh với họ. Quốc hội lâm thời Hungary cũng ra lời kêu gọi gửi nhân dân Hungary. Lời kêu gọi có đoạn viết:
| “                            | Chúng ta không được thờ ơ ngồi xem quân đội Nga đơn phương đứng ra giải phóng cho cho Tổ quốc chúng ta thoát khỏi ánh nô dịch của nước Đức. Chỉ khi nào với tất cả lực lượng của mình, chúng ta tích cực tham gia công cuộc tự giải phóng cho mình, đứng lên đấu tranh chống bọn phát xít Đức thống trị để giải phóng Tổ quốc thì chúng ta mới xứng đáng nhận lấy quyền tự do và độc lập... Hỡi những người con của đất nước Hungary ! Đối với anh em, không có một mệnh lệnh nào khác ngoài mệnh lệnh của dân tộc ! Thay mặt dân tộc Hungary, Quốc hội lâm thời ra lệnh: Hãy quay súng chống lại bọn chiếm đóng Đức, giúp đỡ Hồng Quân - sứ giả giải phóng của chúng ta, đoàn kết với cuộc đấu tranh giải phóng của nhân dân ta với lực lượng vũ trang nhân dân vừa mới thành lập. | ” |
| — Quốc hội lâm thời Hungary. | |   |

### Đơn vị đầu tiên của quân đội Hungary mới

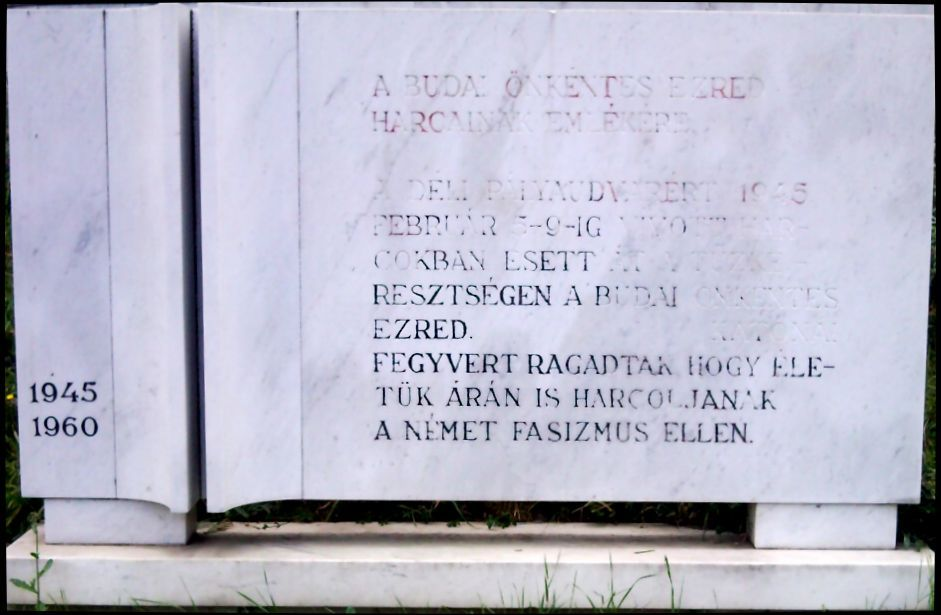
Tấm bia kỷ niệm Trung đoàn tình nguyện Buda tại nhà số 37, phố Krisztina, Budapest

Trong quá trình thành lập chính quyền của nước Hungary mới đứng về phe đồng minh chống phát xít, các nhà chức trách Hungary đã đề cập đến vấn đề xây dựng một quân đội Hungary mới. Tại bức thư gửi Bộ tổng tham mưu quân đội Liên Xô ngày 31 tháng 12 năm 1944, thượng tướng Miklós Béla hứa sẽ xây dựng ít nhất 8 sư đoàn Hungary để tham gia chiến đấu bên cạnh phe đồng minh. Các nước đồng minh Liên Xô, Mỹ và Anh đồng ý với chủ trương này. Ngày 9 tháng 1 năm 1945, thượng tướng F. F. Kuznesov, đại diện Bộ Tổng tham mưu Liên Xô tại mặt trận Trung Âu đã có buổi là việc với thượng tướng Janós Veriosz, Bộ trưởng chiến tranh của Chính phủ lâm thời Hungary. Về nhận thức, hai bên thỏa thuận sẽ gọi nhập ngũ những quân nhân dự bị cũ trước đây đã được huấn luyện quân sự và những người tình nguyện. Phía Liên Xô cho biết họ sẵn sàng cung cấp vũ khí phương tiện để có thể trong tháng 2 năm 1945, phía Hungary sẽ thành lập được một sư đoàn bộ binh. Bộ Tư lệnh Phương diện quân Ukraina 2 đã nhận được chỉ thị về việc này. Tướng thượng tướng F. F. Kuznesov nói rõ rằng việc thành lập các sư đoàn Hungary mới là việc nội bộ của người Hungary, ngoài việc cung cấp vũ khí, trang bị theo thỏa thuận giữa hai bên, phía Liên Xô không can dự vào công tác tổ chức cán bộ và biên chế. Tuy nhiên, lời nói của Janós Veriosz đã không đi đôi với việc làm. Đến cuối cuộc chiến tranh, chỉ có một sư đoàn chính thức của Chính phủ lâm thời Hungary được thành lập và gửi ra mặt trận sau ngày 9 tháng 5 năm 1945, khi chiến tranh đã kết thúc.
Quân đội thực sự của nước Hungary mới được hình thành bằng một con đường khác. Đó là các tù binh Hungary bị quân đội Liên Xô bắt giữ và những người lính Hungary tự nguyện ra đầu hàng phía Liên Xô. Những binh sĩ Hungary bày tỏ nguyện vọng muốn được tham chiến bên hàng ngũ Hồng Quân và các chỉ huy Liên Xô đã ủng hộ họ. Tại các sư đoàn bộ binh 180, 297, 320, Sư đoàn cận vệ 108 và Lữ đoàn hải quân đánh bộ 83 đều lập ra các đại đội tình nguyện Hungary. Bước ngoặt quyết định dẫn đến việc thành lập trung đàn tình nguyện Hungary đầu tiên đến vào ngày 11 tháng 2 năm 1945 khi trung tá Variháza Oscar, chỉ huy trưởng Trung đoàn bộ binh 6 thuộc Sư đoàn bộ binh 10 (Hungary) ra hàng Hồng Quân Liên Xô, mang theo cả cơ quan tham mưu trung đoàn và khoảng 300 binh sĩ Hungary. Đơn vị này đã trở thành nòng cốt để thành lập "Trung đoàn tình nguyện Buda". Trung đoàn gồm 2.534 sĩ quan và binh sĩ, đã tham gia giải phóng Budapest và Chiến dịch Viên.

## Kết quả, đánh giá và ảnh hưởng

### Kết quả

#### Tổn thất về quân sự
Những gì xảy ra tại Budapest là một đòn nặng giáng vào binh lực của quân đội Đức Quốc xã và lực lượng Hungary thân Đức khi một phần rất lớn binh lực Đức Quốc xã và Hungary đã bị loại khỏi vòng chiến, trong đó có nhiều sư đoàn bị xóa sổ hoàn toàn như Sư đoàn xe tăng 13, Sư đoàn bộ binh xung kích "Feldherrnhalle", Sư đoàn kỵ binh SS số 8 "Florian Geyer" và Sư đoàn kỵ binh tình nguyện SS số 22 "Maria Theresa". Về phía Hungary, Quân đoàn Hungary số 1 gần như bị tiêu diệt hoàn toàn. Ngoài ra các sư đoàn bộ binh số 10, 12 và Sư đoàn xe tăng 1 (Hungary) cũng bị xóa sổ. Theo các tài liệu Liên Xô, trong số 188.000 quân Đức và Hungary đã bị nhốt trong "cái chảo" Budapest có 49.000 người thiệt mạng, 110.000 người bị bắt làm tù binh. Khoảng 28.000 quân Đức và Hungary thoát khỏi vòng vây bằng nhiều con đường khác nhau, chủ yếu là đường không. Quân đội Liên Xô thu giữ từ đối phương 15 máy bay, 269 xe tăng và pháo tự hành, 1.257 pháo, 467 súng cối, 1.431 súng máy hạng nặng, 83 xe bọc thép, 5.153 ô tô, 1.326 mô tô, 194 đầu máy xe lửa, 3.925 toa xe chở hàng quân sự, 9.475 toa xe khác, 46 kho vũ khí, đạn dược và thực phẩm. Thiệt hại của phía Liên Xô cũng đáng kể với 80.000 người chết và 240.000 người bị thương trong suốt chiến dịch Budapest.

#### Tổn thất về dân sự
Thiệt hại nhân mạng về dân thường trong khu vực Budapest cũng rất cao. Thủ đô của Hungary gần như bị san thành bình địa với 80% số nhà cửa, kiến trúc bị phá hủy, trong đó các công trình lịch sử như Tòa nhà Quốc hội Hungary và Cung điện Budapest cũng bị hư hại nặng. Toàn bộ 5 cây cầu lớn bắc qua sông Danube đã bị quân Đức phá hủy trong trận đánh. 38.000 dân thường Hungary đã thiệt mạng trong các trận chiến hay do nạn đói và suy dinh dưỡng, trong số đó có 15.000 người Do Thái bị hành quyết bởi đảng phát xít "Mũi tên chữ thập" (Nyilaskeresztes) của Hungary. Một số nguồn tài liệu cũng cáo buộc một bộ phận quân đội Liên Xô - trong cơn giận dữ và căm thù về những tội ác mà phe Trục gây ra cho đất nước mình - đã gây nên những tổn thất cho dân thường Hungary. Một số cáo buộc cho rằng 50.000- 200.000 phụ nữ Hungary đã bị hãm hiếp.:129:348–350 330.000 người Hungary cùng 170.000 người gốc Đức đã bị bắt giam và giải về các trại tù nhân ở Liên Xô.

#### Thay đổi lãnh thổ
Sau khi quân đội Liên Xô bao vây Budapest, chính phủ của Ferenc Szálasi chạy về Sopron sát biên giới nước Áo và chỉ còn là một chính phủ bù nhìn. Tuy Ferenc Szálasi vẫn còn một số tàn quân của Tập đoàn quân 3 (Hungary) đang chiến đấu tại vùng hồ Balaton, nhưng đạo quân này đã mất hết tinh thần và giảm sút sức chiến đấu, không đủ kiểm soát phần lãnh thổ còn lại của Hungary.
Theo hiệp định đình chiến với phe Đồng Minh do Chính phủ lâm thời Hungary ký kết với đại diện chính phủ các nước Liên Xô, Anh, Mỹ và các đồng minh chống phát xít ngày 20 tháng 1 năm 1945 tại Moskva, Hungary hứa sẽ trả lại vùng Transilvania cho Romania, trả lại tỉnh Vojvodina và các quận Csártonyai, Perlaky cho Nam Tư, trả lại vùng đất ven biên giới phía Bắc từ Somorjai đến Ungvary cho Slovakia (Tiệp Khắc). Các quận Ungi, Beregi, Maramaros bị cắt trả cho Ukraina. Những thay đổi này được khẳng định tại Hiệp ước Hòa bình Paris năm 1947.

### Đánh giá
Chiến dịch Budapest là một trong các chiến dịch ác liệt nhất trên chiến trường Đông Âu vào giai đoạn cuối cùng của Chiến tranh thế giới thứ hai. Về quy mô sử dụng binh lực, nó chỉ thua kém chiến dịch Berlin và tương đương với các chiến dịch tại Warszava, Đông Phổ. Do là một trong ba hướng sinh tử đối với nước Đức Quốc xã nên cả quân đội Liên Xô và quân đội Đức Quốc xã đều đưa đến đây những binh đoàn mạnh nhất của hai bên.
Chiến thuật đánh nhanh, thắng nhanh của quân đội Liên Xô đã bị phá sản khi hai cuộc đột kích của Phương diện quân Ukraina 2 không thành công trong thời gian ngắn cuối tháng 10, đầu tháng 11 và trong tháng 11 năm 1944. Quân đội Liên Xô buộc phải điều chỉnh kế hoạch từ tấn công đột phá sang đánh công kiên lâu dài. Trong các giai đoạn cuối của chiến dịch, sự tham gia trực tiếp của Phương diện quân Ukraina 3 và việc điều bớt binh lực của Phương diện quân Ukraina 2 cho Phương diện quân Ukraina 3 là một quyết định chính xác của Bộ Tổng tham mưu Liên Xô. Không thể chống nổi hai mũi tiến công có sức mạnh tương đương nhau ở phía Đông Bắc và Tây Nam Budapest, quân đội Đức Quốc xã và Hungary lần lượt để mất những cụm cứ điểm quan trọng và cuối cùng, một cụm quân lớn bị vây tại Budapest chiếm hơn 30% binh lực của quân đội Đức Quốc xã và chư hầu Hungary tại Hungary khi đó.
Cuộc tấn công phá vây của quân đội Đức Quốc xã ban đầu đạt được một số kết quả, song vẫn không đạt được mục tiêu. Sở dĩ nó thất bại là vì các tướng lĩnh tại Bộ Tổng tham mưu Lục quân Đức đã không căn cứ vào thực lực để đề ra mục tiêu chiến dịch với những tham vọng lớn: không chỉ chiếm lại Budapest mà còn hất quân đội Liên Xô trở lại bên kia sông Danube. Chỉ một nhiệm vụ giải vây cho Cụm quân Budapest đã là tương đối khó khăn cho dù quân Đức được tăng viện nhiều xe tăng và kỵ binh cơ giới. Việc trao thêm một nhiệm vụ thứ hai, bao vây 2 quân đoàn bộ binh, 1 quân đoàn kỵ binh và 1 quân đoàn cơ giới Liên Xô tại phía Tây Budapest là một nhiệm vụ quá sức đối với cả ba cánh quân xe tăng Đức. Nó làm cho binh lực của quân Đức bị phân tán ra 3 đến 4 hướng và cuối cùng, không một hướng nào đạt được mục tiêu đề ra. Trong khi đó, cả hai phương diện quân Liên Xô đang nắm trong tay những lực lượng dự bị rất mạnh gồm ba quân đoàn xe tăng, 1 quân đoàn cơ giới, 1 quân đoàn kỵ binh, 3 quân đoàn bộ binh, chưa kể các tập đoàn quân 26 và 27 (17 sư đoàn bộ binh) và Tập đoàn quân cận vệ 9 (9 sư đoàn bộ binh) được điều từ lực lượng dự bị của STAVKA đến ngày 26 tháng 1 đã có mặt tại chiến trường. Trong khi đó, Tập đoàn quân xe tăng 6 SS (Đức) được điều từ biên giới Pháp - Đức sang vẫn còn đang trên đường đi và chỉ có thể tập kết tại Hungary vào cuối tháng 2 năm 1945.
Quân đội Liên Xô có những sai lầm ban đầu về chiến thuật, song họ đã nhanh chóng điều chỉnh và tăng cường binh lực để tạo thế áp đảo trên những hướng tấn công chính. Căn bệnh chủ quan khinh địch phát sinh trong quân đội Liên Xô sau những chiến thắng ở Romania cũng được khắc phục triệt để. Ngược lại, quân Đức sau những thành công ban đầu ở Debrecen và phía Đông Budapest, cùng với lực lượng dự bị dồi dào được kéo đến đã nuôi những tham vọng quá lớn và kết quả là họ đã không sử dụng có hiệu quả những lực lượng đó. Một số nhà quân sự phương Tây cho rằng nếu quân đội Đức Quốc xã gộp lực lượng tham gia các chiến dịch giải vây Budepest (Konrad I) và Chiến dịch phản công hồ Balaton (Konrad II) và gộp cả hai chiến dịch này làm một thì quân đội Liên Xô sẽ còn gặp khó khăn hơn nữa trên chiến trường Hungary đầu năm 1945.

### Ảnh hưởng
Chiến dịch Budapest thành công đã giáng những đòn nặng nề vào Đế chế thứ ba với việc đánh sập những lực lượng chủ lực của Cụm Tập đoàn quân Nam, gần như giải phóng toàn bộ lãnh thổ Hungary và xóa bỏ những nút chặn con đường dẫn tới Tiệp Khắc và Áo, mở đường cho thành công của Chiến dịch Viên diễn ra chỉ hai tháng sau đó. Chiến thắng tại Budapest cũng tước đi đồng minh chính trị cuối cùng của nước Đức Quốc xã tại Đông Âu cũng như nguồn dầu mỏ và lúa mì có tầm quan trọng sống còn trong việc nuôi sống bộ máy chiến tranh phát xít Đức. Như vậy, hoàn toàn có thể nói, chiến dịch Budapest là một trong những thắng lợi quyết định của các nước Đồng Minh, góp phần quan trọng trong việc đẩy nhanh chế độ Hitler đến bờ vực sụp đổ.
Quân đội Liên Xô cũng chịu những tổn thất không nhỏ trong chiến dịch này, làm tăng nặng thêm mối lo về nhân sự vốn đã hiện hữu từ đầu năm 1944 cho các sĩ quan chỉ huy Hồng Quân. David M. Glantz đã nhận xét rằng, nguồn nhân lực của quân đội Liên Xô trong thời gian này đã gặp nhiều khó khăn lớn. Để khắc phục những khó khăn càng ngày càng lớn về quân số, bộ máy chỉ huy các cấp của quân đội Xô Viết đã càng lúc càng sử dụng nhiều các vũ khí hạng nặng như xe tăng, đại bác, máy bay trong các cuộc công kích nhằm hạn chế tối đa thương vong, đồng thời những trận đánh cam go trong suốt thời gian qua đã giúp Hồng Quân có cơ hội áp dụng các lý thuyết quân sự của mình vào điều kiện thực tế phức tạp và phong phú của chiến trường và từ đó tích lũy được nhiều kinh nghiệm về chiến thuật trên nhiều loại địa hình khác nhau. Có thể nói, bước vào năm 1945, quân đội Liên Xô đã có trong tay một đội ngũ sĩ quan với trình độ tác chiến và chỉ huy đạt đến mức hoàn thiện nhất.
Trong khi các chỉ huy Liên Xô đau đầu về vấn đề tiết kiệm binh lực, tình hình của phía Đức Quốc xã cũng không sáng sủa gì mấy nếu không muốn nói là còn tồi tệ hơn. Những gì xảy ra ở Budapest đã tước đoạt đi một số lượng lớn binh lực của quân đội Đức Quốc xã, nhất là đối với lực lượng Waffen-SS. Đó là chưa kể, hoạt động quân sự ác liệt tại Hungary đã đổ dồn tâm trí của Hitler cùng với rất nhiều binh lực Đức vào khu vực này, trong khi các khu vực khác của mặt trận Xô-Đức cũng đang "đói" về quân số. Chính điều này đã gây ra thảm họa cho Cụm Tập đoàn quân A khi bốn phương diện quân Liên Xô đồng loạt tấn công dữ dội trên trận tuyến dọc sông Wisla.
Tuy vậy, chiến thắng trong chiến dịch Budapest của Liên Xô vẫn chưa thể mở ra con đường đến Viên cho Hồng Quân bởi ngoài 188.000 quân Đức và Hungary bị bao vây, tiêu diệt và tan rã tại Budapest, quân đội Đức Quốc xã vẫn còn một số lực lượng mạnh ở bên ngoài vòng vây với quân số lên đến 430.000 người thuộc 31 sư đoàn trong đó có 11 sư đoàn xe tăng do Tập đoàn quân xe tăng 6 SS được đưa từ Mặt trận phía Tây sang làm nòng cốt. Với binh lực này, quân Đức còn đủ tiềm năng để tổ chức một chiến dịch phản công lớn tại đồng bằng Hungary trong tháng 3 năm 1945, mang tên "Mùa xuân Tỉnh thức".

## Tưởng niệm và ghi công

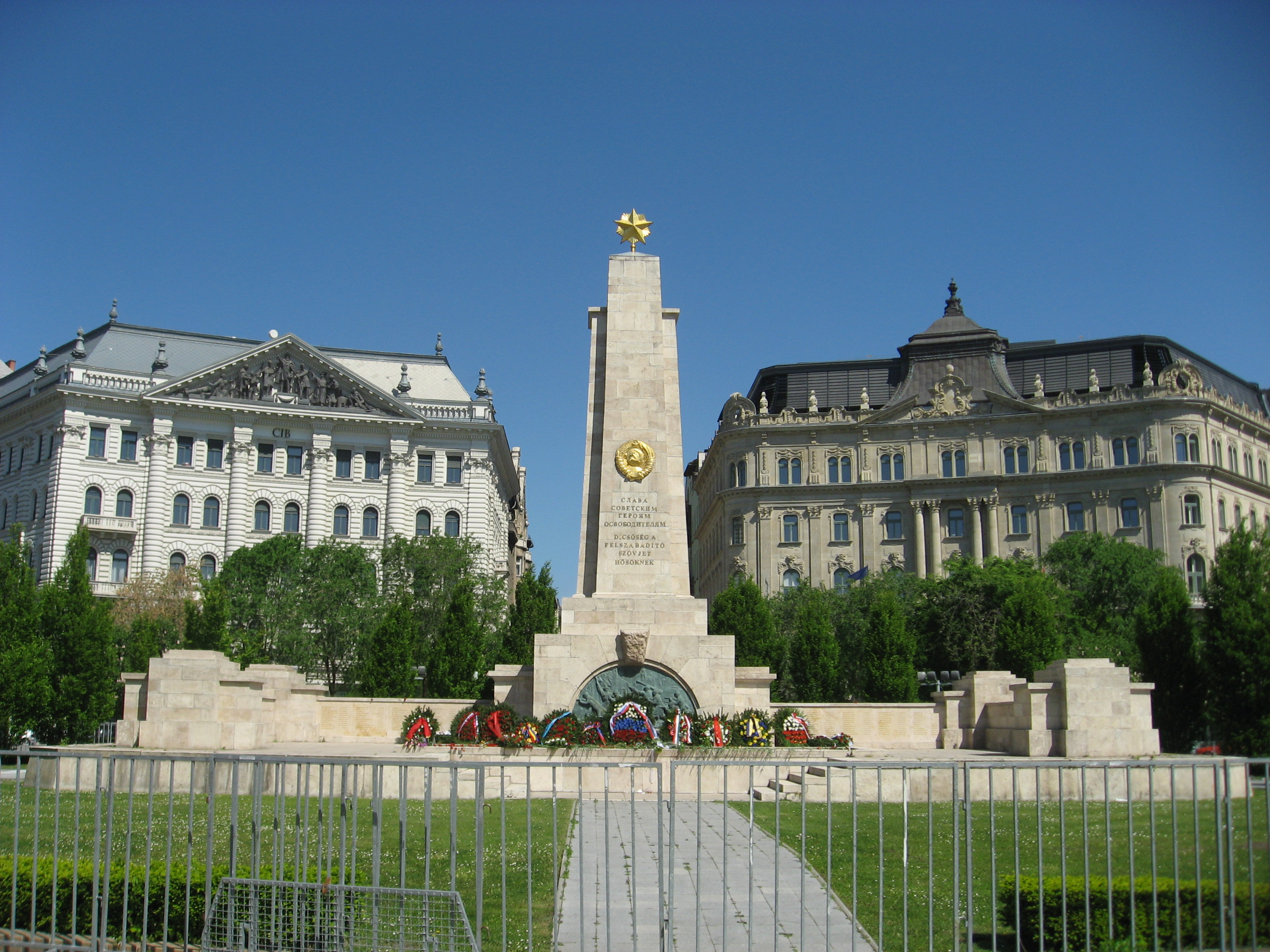
Đài tưởng niệm Hồng Quân Liên Xô tại Quảng trường Tự Do, Budapest, Hungary
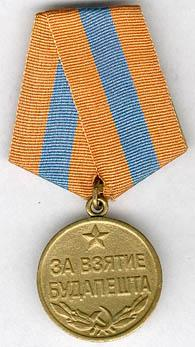
362.050 người đã được trao huân chương này sau khi giải phóng Budapest
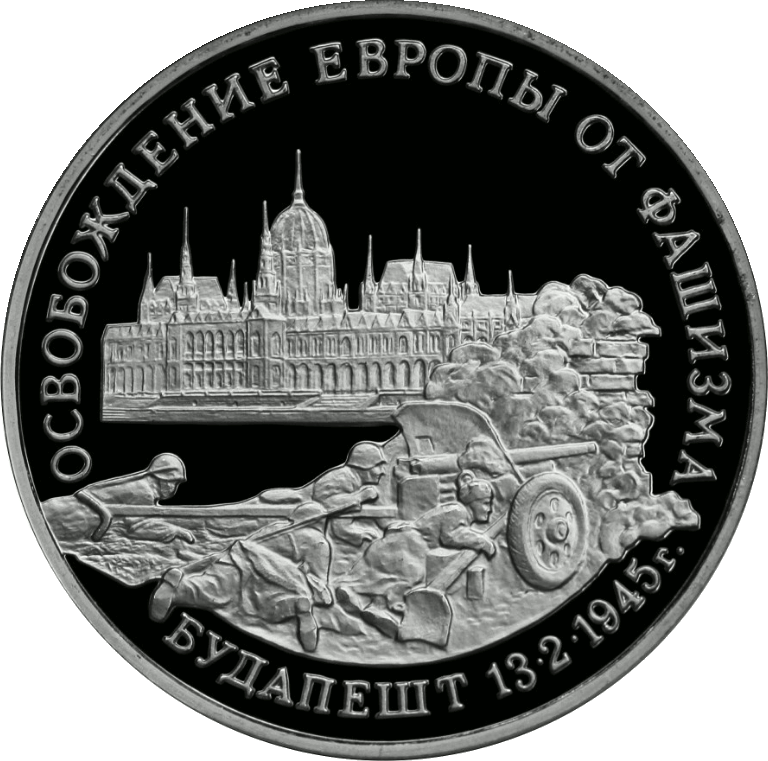
Đồng xu kỷ niệm 50 năm Chiến dịch Budapest phát hành năm 1995 tại Nga

### Danh hiệu Anh hùng Liên Xô
Hai quân nhân Liên Xô đã được phong tặng danh hiệu Anh hùng Liên Xô bao gồm:
- Thượng úy Eduard Melikovich Ayanyan, chỉ huy khẩu đội của trung đoàn pháo chống tăng số 743 thuộc Tập đoàn quân số 7. Đơn vị của ông đã lập thành tích tiêu diệt 36 ổ súng máy, 20 hỏa điểm của xạ thủ, 40 hỏa điểm trong các tòa nhà, 12 xe quân sự, 2 xe bọc thép chở quân, vô hiệu hóa 4 khẩu đội, bắt giữ 42 tù binh và 1 khẩu pháo phòng không 88 ly. Trong đó, đặc biệt ông đã đích thân cầm súng bắn hạ một hỏa điểm của quân đich cách xa vị trí đóng quân đến 300-400 mét.[40]
- Trung sĩ Pyotr Kornilovich Koryagin chỉ huy tiểu đoàn bộ binh cơ giới bắc cầu phao số 44 thuộc tập đoàn quân số 46. Ông chỉ huy tiểu đoàn tổ chức cuộc vượt sông Danube ngày 4 tháng 12 năm 1944 gần Sigetuyfalu, 20 cây số ở phía Nam Budapest. Đơn vị của Koryagin đã đổ bộ thành công tại một cầu tàu ở Érd, đánh lui quân Đức và thiết lập một đầu cầu bên tả ngạn sông Danube.[41][42]

### Huy chương giải phóng Budapest
Ngày 9 tháng 6 năm 1945, Xô viết tối cao Liên Xô ra quyết định ban hành Huy chương giải phóng Budapest với bản mẫu do họa sĩ A. I. Kuznetsov thiết kế. Huy chương làm bằng đồng đúc nổi hình tròn, đường kính 32 mm. Dải huy chương làm bằng lụa màu cam được gấp chéo rộng 24 mm, ở giữa có vạch màu xanh da trời rộng 8 mm. Huy chương được trao cho các nhà chỉ huy quân sự, các sĩ quan, binh sĩ quân đội và hải quân Liên Xô, các sĩ quan và binh sĩ NKVD đã lập công trạng trong chiến dịch Budapest. Theo thống kê của Ủy ban quốc gia về các giải thưởng nhà nước Liên bang Nga, đến ngày 1 tháng 1 năm 1995, đã có 362.050 người được trao huy chương này.

## Chiến dịch Budapest trong văn hóa đại chúng
Sự khốc liệt của Chiến dịch Budapest đã trở thành cảm hứng cho nhà thơ Mikhail Vasilyevich Isakovsky sáng tác bài thơ "Kẻ thù thiêu đốt cháy những túp lều trên quê hương". Bài thơ được đăng lần đầu tiên trên Tạp chí Cờ đỏ số 7 năm 1946. Lời bài thơ có đoạn viết:
| “                               | Kẻ thù thiêu đốt những túp lều trên quê hương Gia đình của tôi đã bị tàn phá Và bây giờ tôi lên đường vào quân ngũ Mang trong lòng nỗi buồn khôn nguôi | ” |
| — Mikhail Vasilyevich Isakovsky | |   |

Bài thơ phảng phất tưởng của Aleksandr Trifonovich Tvardovsky đã được nhạc sĩ, nghệ sĩ nhân dân Liên Xô Matvey Isaakovich Blanter phổ nhạc và trở thành một bài hát. Tuy nhiên, vào những năm 1947-1959, bài hát này bị cấm phổ biến do Hội đồng nghệ thuật Nhà nước Liên Xô đánh giá rằng nó quá bi lụy, không phù hợp với tinh thần quật khởi của quân đội Liên Xô.
Đến năm 1960, nhạc sĩ Mark Naumovich Bernes đã làm một "cú liều lĩnh", dựng bài hát này trong một chương trình biểu diễn ca nhạc chính thức với lời cuối được sửa lại cho "hoành tráng" hơn:
| “                                             | Người lính tập hợp với giọt nước mắt lăn dài Giọt nước mắt cho những ước mơ bị mất Và trên ngực, tấm huy chương lấp lánh Tấm huy chương giải phóng Buda | ” |
| — Mikhail Vasilyevich Isakovsky - Mark Bernes | |   |

Bài hát nhận được sự hoan nghênh của công chúng trong lần sinh ra thứ hai. Năm 1965, Nguyên soái V. I. Chuikov tham gia chương trình "Ánh sáng xanh", một chương trình âm nhạc và giải trí của Đài truyền hình trung ương Liên Xô đã tự mình hát bài hát này.
Bài hát được sử dụng trong nhiều bộ phim Liên Xô về đề tài chiến tranh, trong đó có bộ phim "Tấm gương dành cho các anh hùng" của đạo diễn Vladimir Khotinenko do Xưởng phim Sverdlovsk sản xuất năm 1987. Ngày nay, bài hát "Kẻ thù thiêu đốt cháy những túp lều trên quê hương" lại được các nghệ sĩ quân đội Nga hát với lời thơ nguyên bản của Mikhail Vasilyevich Isakovsky hay bản lời đã được Mark Bernes chỉnh sửa. Cả hai bản đều có giá trị như nhau.
Sự kiện quân đội Liên Xô giải phóng Budapest cũng được nhà soạn nhạc, nhạc trưởng Semyon Aleksandrovich Chernetsky soạn một bài hành khúc dành cho dàn quân nhạc và biểu diễn lần đầu năm 1945 với nhan đề: "Hồng Quân tại Budapest".